# 2022-es Eurovíziós Dalfesztivál
A 2022-es Eurovíziós Dalfesztivál (angolul és olaszul: Eurovision Song Contest 2022, franciául: Concours Eurovision de la chanson 2022) volt a hatvanhatodik Eurovíziós Dalfesztivál, melyet Olaszországban rendeztek meg, mivel a 2021-es Eurovíziós Dalfesztivált az olasz Måneskin Zitti e buoni című dala nyerte. Ez volt a harmadik alkalom 1965 és 1991 után, hogy Olaszországban, viszont az első alkalom, hogy Torinóban, és a második alkalom 2011 után, hogy az Öt Nagy ország egyikében rendezték meg a dalfesztivált.
Eredetileg 41 ország erősítette meg részvételét a dalfesztiválra, beleértve Örményországot, mely egy, és Montenegrót, mely két kihagyott év után tér vissza, azonban az EBU 2022. február 25-én bejelentette, hogy Oroszországot kizárják a versenyből a 2021–2022-es orosz–ukrán krízis következtében. Így végül 40 ország alkotta a 2022-es verseny mezőnyét.
A verseny győztese az Ukrajnát képviselő Kalush Orchestra formáció lett, akik  631  pontot összegyűjtve nyerték meg a döntőt, az ország harmadik győzelmét aratva. A Stefania című dal emellett öt ország szakmai zsűrijétől, és huszonnyolc ország közönségszavazásából kapta meg a maximális 12 pontot.
A 2022-es dalfesztivál elődöntőit és döntőjét körülbelül 161 millió ember látta, ami 22 milliós visszaesés az előző évhez képest. Ez volt az első Eurovíziós Dalfesztivál, amit UHD-felbontásban is sugároztak.

## A helyszín és a verseny témája
Olaszország a 2021-es győzelmét követően, a hagyomány szerint, megkapta a következő évi verseny rendezési jogát.
2021. május 23. és 28. között tizenkét olasz város (Bari, Bologna, Firenze, Milánó, Nápoly, Pesaro, Reggio Emilia, Rimini, Róma, Sanremo, Torino és Verona) vezetősége is jelezte érdeklődését a 2022-es verseny megrendezésével kapcsolatban.
Május 28-án hivatalossá vált, hogy amennyiben Rimini nyerné el a rendezés jogát, a versenyt a közeli San Marino műsorszolgáltatójával, a San Marino RTV-vel közösen rendeznék meg.
A Radiotelevisione Italiana (RAI) június 7-én tette közzé az Európai Műsorsugárzók Uniója (EBU) által rögzített három, a fogadó városra vonatkozó feltételt:
- Legalább egy nemzetközi repülőtér a várostól legfeljebb 90 perc távolságra.
- Legalább 2000 szállodai szoba a verseny helyszínén és annak közelében.
- Egy rendezvényközpont megléte, amely alkalmas nagyszabású televíziós műsor rendezésére.

A pályázó intézményekre vonatkozóan pedig öt feltételt fogalmazott meg a műsort szervező EBU:
- Fedett, klimatizált intézmény pontosan meghatározott méretekkel.
- Körülbelül 8-10 ezer fő befogadására alkalmas nézőtér, ami nagyjából a 70%-a egy, a helyszínen tartott átlagos, telt-házas koncert befogadóképességének.
- Egy magas színvonalú, élő műsorok rendezéséhez szükséges technikai felszereltség kialakítására alkalmas, beltéri helyszín.
- Elegendő hely az élő műsorokhoz szorosan kapcsolódó helyszínek (sajtóközpont, a delegációk számára szükséges terek, öltözők, próbahelyszínek, mellékhelyiségek, vendéglátó egységek stb.) elhelyezésére.
- Elérhetőség a próbák és az élő műsorok, valamint az azokat megelőző hat és az azokat követő egy hétben.

A RAI 2021. július 13-i bejelentése alapján végül tizenhét olasz város küldte be hivatalos pályázatát a július 12-i határidőig. Az előzetesen jelentkező városok közül Bari, Nápoly, Reggio Emilia és Verona maradtak ki a pályázati folyamatból. Augusztus 6-án további hat város (Bertinoro, Firenze, Jesolo, Matera, Trieszt és Viterbo) pályázatát utasította el az olasz köztelevízió, majd augusztus 24-én bejelentették, hogy már csak öt város (Bologna, Milánó, Pesaro, Rimini és Torino) pályázatát vizsgálják.
A rendező várost, mely végül Torino lett, október 8-án jelentették be. A verseny pontos helyszíne a 13 347 férőhelyes Pala Alpitour volt, mely korábban a 2006. évi téli olimpiai játékok jégkorongmeccseinek is otthont adott. Az eurovíziós falu rajongói központot a közeli Szent Károly téren építik ki.
2021. november 21-én bejelentették, hogy a színpad látványelemeit az Atelier Francesca Montinaro cég három munkása fogja megtervezni. 2017 óta először fordul elő, hogy nem Florian Wiedert illeti ez a feladat.
A dalfesztivál hivatalos logóját 2022. január 21-én mutatták be. Ugyanezen a napon ismertették a dalfesztivál hivatalos mottóját, amely The Sound of Beauty lett, mely magyarul azt jelenti, hogy A szépség hangja. A logót a kimatika és a hanghullámok tanulmányai inspirálták, valamint ezek mellett a használt betűtípus a 20. századi olaszországi reklámplakátok világát idézi.
| Olaszország Acireale Alessandria Bologna Firenze Bertinoro Genova Jesolo Matera Milánó Palazzolo Acreide Pesaro Rimini Róma Sanremo Trieszt Torino Viterbo Bari Nápoly Reggio Emilia Verona |

Kulcsok:

 †   Rendező város
 ‡   Pályázó városok
     Nem megfelelő helyszínek
| Város                             | Intézmény                               | Kapacitás                             | Megjegyzés |
| Hivatalosan benyújtott pályázatok | Hivatalosan benyújtott pályázatok       | Hivatalosan benyújtott pályázatok     | Hivatalosan benyújtott pályázatok |
| --------------------------------- | --------------------------------------- | ------------------------------------- | --- |
| Bologna ‡                         | Fiera di Bologna, 37-es pavilon         |                                       | Az egyik legesélyesebb helyszín volt. |
| Bologna ‡                         | Unipol Arena                            | 20 000                                | Az egyik legesélyesebb helyszín volt. |
| Milánó ‡                          | Mediolanum Forum                        | 11 800                                | — |
| Milánó ‡                          | Palazzo delle Scintille                 | 18 000                                | A helyszín átfogó felújításra szorult volna. |
| Pesaro ‡                          | Scavolini Auditorium                    | 2 000                                 | A helyszín nem felelt volna meg a kapacitásra vonatkozó követelményeknek.                                                                        |
| Pesaro ‡                          | Vitrifrigo Arena                        | 12 323                                | — |
| Rimini ‡                          | Fiera di Rimini                         | ≥10 000                               | Közös pályázat San Marinóval. |
| Torino †                          | Pala Alpitour                           | 13 347                                | Az egyik legesélyesebb helyszín volt. |
| Visszaléptetett pályázatok        |                                         |                                       | |
| Acireale                          | PalaTupparello                          | 8 000                                 | — |
| Alessandria                       | Cittadella di Alessandria               |                                       | Szabadtéri helyszín; a rendezéshez szükséges lett volna egy tető építése; a helyszín átfogó felújításra szorul.                                  |
| Bertinoro                         | PalaGalassi                             | 7 500                                 | Közös pályázat Cesenával és Forlìval; a helyszín nem felelt meg a kapacitásra vonatkozó követelményeknek.                                        |
| Firenze                           | Nelson Mandela Forum                    | 8 212                                 | — |
| Genova                            | Palasport di Genova                     | 15 000                                | A helyszín átfogó felújítás alatt áll. |
| Jesolo                            | Palazzo del Turismo                     | 4 000                                 | A helyszín nem felelt meg a kapacitásra vonatkozó követelményeknek.                                                                              |
| Jesolo                            | A Piave Vecchia világítótorony környéke |                                       | Szabadtéri helyszín; a rendezéshez szükséges lett volna egy tető építése.                                                                        |
| Matera                            | Cava del Sole                           |                                       | Szabadtéri helyszín; rendezéshez szükséges lett volna egy tető építése.                                                                          |
| Palazzolo Acreide                 | Új aréna építése lett volna szükséges   | Új aréna építése lett volna szükséges | A rendezéshez szükséges lett volna az együttműködés Siracusa megye más településeivel.                                                           |
| Róma                              | PalaLottomatica                         | 11 800                                | — |
| Sanremo                           | Mercato dei Fiori                       | 8 000                                 | — |
| Sanremo                           | Teatro Ariston                          | 2 000                                 | Az olasz nemzeti döntőként szolgáló Sanremói Dalfesztivál állandó helyszíne, mely nem felelt volna meg a kapacitásra vonatkozó követelményeknek. |
| Trieszt                           | PalaTrieste                             | 6 943                                 | A helyszín nem felelt meg a kapacitásra vonatkozó követelményeknek.                                                                              |
| Trieszt                           | Stadio Nereo Rocco                      | 26 500                                | A rendezéshez szükséges lett volna egy tető építése.                                                                                             |
| Viterbo                           | Fiera di Viterbo                        |                                       | A helyszín nem felelt meg a kapacitásra vonatkozó követelményeknek, valamint átfogó felújításra szorul.                                          |
| Be nem nyújtott pályázatok        |                                         |                                       | |
| Bari                              | Fiera del Levante                       | 550                                   | A helyszín nem felelt volna meg a kapacitásra vonatkozó követelményeknek.                                                                        |
| Bari                              | PalaFlorio                              | 6 000                                 | A helyszín nem felelt volna meg a kapacitásra vonatkozó követelményeknek.                                                                        |
| Bari                              | Stadio San Nicola                       | 58 270                                | A rendezéshez szükséges lett volna egy tető építése.                                                                                             |
| Nápoly                            | PalaBarbuto                             | 5 500                                 | A helyszín nem felelt volna meg a kapacitásra vonatkozó követelményeknek.                                                                        |
| Reggio Emilia                     | RCF Arena                               | 100 000                               | Szabadtéri helyszín; a rendezéshez szükséges lett volna egy tető építése.                                                                        |
| Verona                            | Veronai Aréna                           | 22 000                                | A rendezéshez szükséges lett volna egy tető építése.                                                                                             |

## A résztvevők
A versenyt szervező Európai Műsorsugárzók Uniója 2021. október 20-án hozta nyilvánosságra a résztvevők hivatalos listáját. Visszatért a dalfesztiválra egy kihagyott év után Örményország, valamint az utoljára 2019-ben induló Montenegró. Eszerint az előző évhez képest kettővel több, 41 ország vett volna részt a 2022-es versenyen.
2022. február 25-én az EBU bejelentette Oroszország kizárását a versenyből, miután több részt vevő ország műsorsugárzója kérte, hogy zárják ki az országot a versenyzők közül a 2022-es orosz–ukrán krízis miatt. Észtország és Finnország a hivatalos közlemény előtt bejelentette, amennyiben Oroszország résztvevője lesz a dalfesztiválnak, nem kívánnak szerepelni a torinói versenyen. Az országot Slavia Simonova képviselte volna. Így összesen 40 ország vett részt a 2022-es versenyen.
1994 óta először vett részt chilei előadó a dalfesztiválon Ronnie Romero személyében, aki a Bulgáriát képviselő Intelligent Music Project frontembereként lépett színpadra. 2010 óta először fordult elő, hogy Hollandia versenydala holland nyelven hangzott el, Litvánia pedig 1994-es debütálása után másodszor küldött teljes egészében litván nyelvű dalt, míg a szerb versenydal volt az első dal a dalfesztivál történelmében, amely tartalmazott latin nyelvű részleteket. Franciaország versenydala breton nyelven hangzott el, erre korábban egyszer, 1996-ban volt példa, emellett 2011 óta először fordult elő, hogy Franciaország dala nem tartalmaz francia nyelvű részt, továbbá a dalfesztivál történetében először nem hangzott el francia nyelvű dal vagy francia nyelvű részletet tartalmazó dal.
Érdekesség, hogy az észt versenyző kiválasztásában a nemzetközi zsűri tagjaként közreműködött a volt magyar delegációvezető, Bubnó Lőrinc, aki a magyar zsűri pontjait ismertette, annak ellenére, hogy Magyarország nem volt a dalfesztivál résztvevői között.
| Ország             | Műsorsugárzó       | Előadó                          | Dal                     | Nyelv           | Dalszerző(k) |
| ------------------ | ------------------ | ------------------------------- | ----------------------- | --------------- | --- |
| Albánia            | RTSH               | Ronela Hajati                   | Sekret                  | albán, angol    | Ronela Hajati |
| Ausztrália         | SBS                | Sheldon Riley                   | Not the Same            | angol           | Cam Nacson Sheldon Riley Hernandez |
| Ausztria           | ORF                | Lumix feat. Pia Maria           | Halo                    | angol           | Rasmus Flyckt Luca Michlmayr Anders Nilsen Gabry Ponte Sophie Alexandra Tweed-Simmons |
| Azerbajdzsán       | İTV                | Nadir Rustamli                  | Fade to Black           | angol           | Sebastian Schub Thomas Stengaard Andreas Stone Anderz Wrethov |
| Belgium            | RTBF               | Jérémie Makiese                 | Miss You                | angol           | Silvio Lisbonne Jérémie Makiese Mike BGRZ Manon Romiti |
| Bulgária           | BNT                | Intelligent Music Project       | Intention               | angol           | MD Milen Vrabevszki |
| Ciprus             | CyBC               | Andromache                      | Ela                     | angol, görög    | Arash Yll Limani Fatjon Miftaraj Eyelar Mirzazadeh Alex Papaconstantinou George Papadopoulos Filloreta Raçi Fifi Viktor Svensson Robert Uhlmann                                                                           |
| Csehország         | ČT                 | We Are Domi                     | Lights Off              | angol           | Einar Eriksen Kvaløy Dominika Hašková Casper Hatlestad Abigail Frances Jones Benjamin Rekstad |
| Dánia              | DR                 | Reddi                           | The Show                | angol           | Chief 1 Julia Fabrin Remee Jackman Ihan Haydar Siggy Savery |
| Egyesült Királyság | BBC                | Sam Ryder                       | Space Man               | angol           | Sam Ryder Amy Wadge Max Wolfgang |
| Észak-Macedónia    | MRT                | Andrea                          | Circles                 | angol           | Andrea Koevszka Alekszandar Maszevszki |
| Észtország         | ERR                | Stefan                          | Hope                    | angol           | Stefan Airapetján Karl-Ander Reismann |
| Finnország         | Yle                | The Rasmus                      | Jezebel                 | angol           | Desmond Child Lauri Ylönen |
| Franciaország      | France Télévisions | Alvan & Ahez                    | Fulenn                  | breton          | Marine Lavigne Alexis Morvan Rosius |
| Görögország        | ERT                | Amanda Georgiadi Tenfjord       | Die Together            | angol           | Amanda Georgiadi Tenfjord Bjørn Helge Gammelsæter |
| Grúzia             | GPB                | Circus Mircus                   | Lock Me In              | angol           | Circus Mircus |
| Hollandia          | AVROTROS           | S10                             | De diepte               | holland         | Stien den Hollander Arno Krabman |
| Horvátország       | HRT                | Mia Dimšić                      | Guilty Pleasure         | angol, horvát   | Damir Bačić Mia Dimšić Vjekoslav Dimter |
| Írország           | RTÉ                | Brooke                          | That’s Rich             | angol           | Brooke Scullion Izzy Warner Karl Zine |
| Izland             | RÚV                | Systur                          | Með hækkandi sól        | izlandi         | Lovísa Elísabet Sigrúnardóttir |
| Izrael             | IPBC               | Michael Ben-David               | I.M                     | angol           | Chen Aharoni Lidor Saadia Asi Tal |
| Lengyelország      | TVP                | Ochman                          | River                   | angol           | Ashley Hicklin Krystian Ochman Mikołaj Trybulec Adam Wiśniewski |
| Lettország         | LTV                | Citi Zēni                       | Eat Your Salad          | angol           | Jānis "JJ Lush" Jačmenkins Roberts Memmēns Jānis Pētersons Dagnis Roziņš |
| Litvánia           | LRT                | Monika Liu                      | Sentimentai             | litván          | Monika Liubinaitė |
| Málta              | PBS                | Emma Muscat                     | I Am What I Am          | angol           | Julie Aagaard Dino Medanhodžić Emma Muscat Stine Kinck |
| Moldova            | TRM                | Zdob și Zdub & Advahov Brothers | Trenulețul              | román, angol    | Vasile Advahov Vitalie Advahov Andrei Cebotari Mihai Gîncu Roman Iagupov Sveatoslav Staruș |
| Montenegró         | RTCG               | Vladana                         | Breathe                 | angol, olasz    | Darko Dimitrov Vladana Vučinić |
| Németország        | NDR                | Malik Harris                    | Rockstars               | angol           | Malik Harris Robin Karow Marianne Kobylka |
| Norvégia           | NRK                | Subwoolfer                      | Give That Wolf a Banana | angol           | DJ Astronaut Gaute Ormåsen (Jim) Ben Adams (Keith) |
| Olaszország        | RAI                | Mahmood & Blanco                | Brividi                 | olasz           | Riccardo Fabbriconi Alessandro Mahmoud Michele "Michelangelo" Zocca |
| Örményország       | AMPTV              | Rosa Linn                       | Snap                    | angol           | Allie Crystal Jeremy Dusolet Courtney Harrell Tamar Mardirossian Kaprelian Larzz Principato Rosa Linn |
| Portugália         | RTP                | Maro                            | Saudade, saudade        | angol, portugál | John Blanda Mariana Secca |
| Románia            | TVR                | WRS                             | Llámame                 | angol, spanyol  | Costel Dominteanu Cezar Gună Alexandru Turcu Andrei-Ionuț Ursu |
| San Marino         | SMRTV              | Achille Lauro                   | Stripper                | olasz, angol    | Gregorio "Greg" Calculli Matteo "Gow Tribe" Ciceroni Mattia "Banf" Cutolo Federico De Marinis Lauro De Marinis Daniele Dezi Marco "Lancs" Lanciotti Simon Pietro Manzari Daniele Mungai Davide Petrella Francesco Viscovo |
| Spanyolország      | RTVE               | Chanel                          | SloMo                   | spanyol, angol  | Keith Harris Ibere Fortes Leroy Sánchez Maggie Szabo Arjen Thonen |
| Svájc              | SRG SSR            | Marius Bear                     | Boys Do Cry             | angol           | Marius Bear Martin Gallop |
| Svédország         | SVT                | Cornelia Jakobs                 | Hold Me Closer          | angol           | Cornelia Jakobsdotter Samuelsson Isa Molin David Zandén |
| Szerbia            | RTS                | Konstrakta                      | In corpore sano         | szerb, latin    | Milovan Bošković Ana Đurić |
| Szlovénia          | RTVSLO             | LPS                             | Disko                   | szlovén         | Gašper Hlupič Mark Semeja Zala Velenšek Filip Vidušin Žiga Žvižej |
| Ukrajna            | UA:PBC             | Kalush Orchestra                | Stefania                | ukrán           | Vitalij Duzsik Ihor Gyidencsuk Ivan Klimenko Timofij Muzicsuk Oleh Pszjuk |

### Visszatérő előadók
Harmadik alkalommal vett részt a versenyen a bolgár Sztojan Jankulov, ezúttal az Intelligent Music Project tagjaként. Jankulov korábban 2007-ben és 2013-ban szerepelt a dalfesztiválon az Elitsa & Sztojan formáció tagjaként. Szintén harmadszor vett részt a moldáv Zdob și Zdub, ezúttal azonban a Frații Advahov közreműködésében: 2005-ben az ország első versenyzőiként hatodik, 2011-ben pedig a tizenkettedik helyen végeztek. Továbbá sorozatban másodjára vett részt az ukrán Ihor Didencsuk, aki 2021-ben a Go_A együttes tagjaként, ezúttal pedig a Kalush Orchstra zenészeként vett részt a versenyen. Szintén másodjára állt színpadra az olasz Mahmood, a 2019-es verseny második helyezettje, ezúttal azonban Blanco közreműködésében.
| Előadó                                                   | Ország      | Előző év(ek)                                                                |
| -------------------------------------------------------- | ----------- | --------------------------------------------------------------------------- |
| Ihor Didenchuk (a Kalush Orchestra tagjaként)            | Ukrajna     | 2021 (a Go_A tagjaként)                                                     |
| Mahmood (Blanco közreműködésében)                        | Olaszország | 2019                                                                        |
| Stoyan Yankulov (az Intelligent Music Project tagjaként) | Bulgária    | 2007, 2013 (Elitsa Todorova közreműködésében, az Elitsa & Stoyan tagjaként) |
| Zdob și Zdub (az Advahov Brothers közreműködésében)      | Moldova     | 2005, 2011                                                                  |

### Távol maradó országok
- Andorra – 2020. augusztus 1-jén Susanne Georgi, az ország eddigi utolsó versenyzője azt állította, hogy az andorrai kormány szóban hozzájárult a törpeállam 2022-es visszatéréséhez a dalfesztiválra. Az énekesnő kezdetben a 2021-es versenyre való visszatérést szorgalmazta, ez az elképzelés azonban a Covid19-pandémia miatt háttérbe szorult.[67] A Ràdio i Televisió d’Andorra (RTVA) ennek ellenére június 19-én bejelentette ismételt távolmaradását. Az ország utoljára 2009-ben vett részt a versenyen.[68]
- Bosznia-Hercegovina – A Bosanskohercegovačka radiotelevizija (BHRT) 2021. június 24-én bejelentette, hogy az ország Eurovíziós Dalfesztiválra való visszatérése nem valószínű a közeljövőben a közmédia jelenlegi finanszírozási módja mellett, valamint szponzorok hiányában. Az ország emellett az Európai Műsorsugárzók Uniója felé felhalmozott tartozásait sem tudta visszafizetni a bejelentés időpontjáig.[69] A BHRT végül 2021. október 12-én jelentette be távolmaradását. Bosznia-Hercegovina utoljára 2016-ban, szponzori segítséggel vett részt a versenyen.[70]
- Fehéroroszország – 2021. május 28-án az Európai Műsorsugárzók Uniója bejelentette, hogy a fehérorosz belpolitikai válság miatt határozatlan időre felfüggeszti az állami műsorsugárzó, a Fehérorosz Állami Televízió- és Rádiótársaság (BTRC) tagságát, így az ország a későbbiekben átmenetileg várhatóan nem vehet részt a versenyen.[71] A szervezet két hetet adott a BTRC-nek a hivatalos válasz megfogalmazására, a műsorsugárzó ezt azonban nem tette meg, így az Európai Műsorsugárzók Uniója 2021. július 1-jén a BTRC kizárása mellett döntött.[72] A BTRC később közleményt adott ki, amelyben közölték, hogy nem támogatják az ország részvételét az elkövetkező években a versenyen.
- Liechtenstein – 2021. augusztus 20-án az 1 FL TV megerősítette, hogy a törpeállam nem debütál a versenyen 2022-ben sem. Liechtenstein anyagi okok miatt jelenleg nem tud csatlakozni az Európai Műsorsugárzók Uniójához, mely a részvétel egyik feltétele. Az ország korábban kétszer, 1969-ben és 1976-ban akart részt venni a dalfesztiválon, amely azonban az EBU-tag műsorsugárzók hiánya miatt nem valósulhatott meg.[73]
- Luxemburg – 2021. augusztus 17-én az RTL Télé Lëtzebuerg (RTL) megerősítette a spanyol Eurofestivales eurovíziós hírportálnak, hogy a nagyhercegség 2022-ben sem tér vissza a dalfesztiválra. Luxemburg az 1993-as versenyen szerepelt utoljára.[74]
- Monaco – A TMC 2021. augusztus 30-án megerősítette, hogy a törpeállam nem tér vissza a versenyre 2022-ben. Monaco utoljára 2006-ban vett részt a dalfesztiválon.[75]
- Szlovákia – A Rozhlas a televízia Slovenska (RTVS) 2021. június 18-án, indoklás nélkül bejelentette távolmaradását a 2022-es versenytől. Szlovákia utoljára a 2012-es Eurovíziós Dalfesztiválon vett részt.[76]
- Törökország – 2021. június 19-én İbrahim Eren, a Türkiye Radyo ve Televizyon Kurumu (TRT) főigazgatója kijelentette, hogy megbeszélések kezdődtek az EBU és a műsorszolgáltató között az Eurovíziós Dalfesztiválról, amit június 24-én az EBU is megerősített.[77][78] Az október 20-án megjelent résztvevők listáján ennek ellenére nem szerepeltek. A transzkontinentális ország legutoljára 2012-ben vett részt.

#### Magyarország részvétele a versenyen
Magyarország részvételéről 2021. október 11-ig semmilyen hivatalos információ nem állt rendelkezésre, továbbá a magyar közszolgálati média, a Médiaszolgáltatás-támogató és Vagyonkezelő Alap (MTVA) sem adta jelét egy lehetséges visszatérésnek, így 2022-ben is Magyarország távolmaradásával lehetett számolni. 2021. október 11-én nyilvánosságra hozták A Dal 2022 című tehetségkutató műsor pályázati feltételeit, melyben ezúttal sem szerepelt az Eurovíziós Dalfesztiválra való utalás, így Magyarország sorozatban harmadik éve nem nevezett indulót a nemzetközi versenyre, mely 2021. október 20-án, a hivatalos résztvevői lista nyilvánosságra hozatalával megerősítést is nyert.

## A versenyt megelőző időszak

### Nemzeti válogatók
A részt vevő 40 ország közül 25 nemzeti döntő keretein belül, 13 belső kiválasztással, 1 eredetileg nemzeti döntővel, majd végül belső kiválasztással, 1 pedig eredetileg előadóját és dalát is nemzeti döntővel választotta ki, végül azonban a dalt lecserélve egy új dalt mutattak be belső kiválasztást követően. A később kizárásra került Oroszország belső kiválasztással nevezte volna meg indulóját.
Dánia, Észtország, Finnország, Franciaország, Horvátország, Litvánia, Norvégia, Portugália és Svédország apróbb változtatásokkal ugyanazt a kimondottan Eurovíziós Dalfesztiválra létrehozott nemzeti döntőt rendezte meg, mint a legutóbbi részvétele során, míg Albánia és Olaszország a dalfesztiváltól függetlenül már évtizedek óta futó, nagy múltú dalversenyei, a Festivali i Këngës és a Sanremói Dalfesztivál segítségével választotta ki versenyzőjét.
Ausztrália, Csehország, Izland, Lettország, Szlovénia és Ukrajna egy, Románia két, Málta pedig három év kihagyás után visszatért hagyományos válogatóműsorához.
Izrael egy nemzetközi szinten ismert tehetségkutató-formátum, a The X Factor Israel segítségével választotta ki versenyzőjét. San Marino 2018 és 2020 után harmadjára rendezett nyílt válogatót. Spanyolország az olasz Sanremói Dalfesztivál mintájára létrehozott Benidorm Fest keretein belül választotta ki versenyzőjét, míg Észak-Macedónia és Írország 2015 óta először választott versenyzőt nemzeti döntő segítségével, utóbbi válogatóműsora a The Late Late Show beszélgetős műsor egy különkiadásaként került megrendezésre. Lengyelország egy, Németország pedig két év kihagyás után visszatért a televíziós dalválasztó műsor használatához. Montenegró 2017, Örményország pedig 2019 után újból belső kiválasztást követően nevezte meg indulóját, míg Szerbia egy új elnevezésű, de az ország korábbi hagyományos válogatóműsora, a Beovizija szabályrendszerét követő nemzeti döntő keretein belül választott versenyzőt.
A többi ország, Ausztria, Azerbajdzsán, Belgium, Bulgária, Ciprus, az Egyesült Királyság, Görögország, Grúzia, Hollandia és Svájc ismételten a teljes belső kiválasztás mellett döntött. Eredetileg Moldova hagyományos nemzeti döntőjével választotta volna ki versenyzőjét, azonban az ország járványügyi helyzete és a COVID-19-fertőzöttek számának növekvése miatt a TRM úgy döntött, nem rendez televíziós döntőt, az ország indulóját az összes jelentkező közül, belső kiválasztással jelölték ki.
A nemzeti döntőkben korábbi eurovíziós előadók is részt vettek: az ausztrál Isaiah (2017), az észt Elina Nechayeva (2018), Evelin Samuel (1999, Camille közreműködésében), Lauri Pihlap (2001, a 2XL tagjaként), Ott Lepland (2012) és Stig Rästa (2015, Elina Born közreműködésében), az ír Brendan Murray (2017), a lengyel Lidia Kopania (2009), a lett Aminata (2015), Intars Busulis (2009) és Katrīna Dimanta (2013, az Aarzemnieki tagjaként), a litván Erica Jennings (2001, a SKAMP tagjaként), Ieva Zasimauskaitė (2018), Vilija Matačiūnaitė (2014), a máltai Richard Micallef (2014, a Firelight tagjaként), a moldáv Zdob și Zdub (2005, 2011), az olasz Iva Zanicchi (1969), Gianni Morandi (1970), Massimo Ranieri (1971, 1973), Emma (2014), Fabrizio Moro (2018, Ermal Meta közreműködésében) és Mahmood (2019), a román Cezar (2013) és Ciro de Luca (2007, a Todomondo tagjaként), a san marinói Miodio (2008), a spanyol Azúcar Moreno (1990), a svéd Anna Bergendahl (2010), John Lundvik (2019) és Robin Bengtsson (2017), a szerb Sara Jo (2013, a Moje 3 tagjaként), valamint az ukrán Ihor Didenchuk (2020, 2021, a Go_A tagjaként). Rajtuk kívül szerepelt még a macedón Tijana Dapčević (Észak-Macedónia, 2014) Szerbia, valamint a máltai Jessika (San Marino, 2018, Jenifer Brening közreműködésében) Málta válogatójában. Eredetileg a litván Monika Linkytė (2015, Vaidas Baumila közreműködésében) is szerepelt volna országa nemzeti döntőjében, de végül visszalépett. Két korábbi Junior Eurovíziós Dalfesztiválon induló előadó is részt vett országa válogatójában: a máltai Nicole Azzopardi (2010) és a moldáv Denis Midone (2012).
A dalverseny első hivatalosan megerősített előadója a belga Jérémie Makiese volt, akit 2021. szeptember 15-én jelentettek be, míg az első dal a bolgár versenydal, az Intention, amit december 5-én mutattak be, ezzel ebben az évben, a hagyományokkal ellentétben, nem az albán dal volt az első nyilvánosságra hozott szerzemény. A verseny utolsó hivatalosan megerősített előadója a portugál válogató győztese, Maro, az utolsóként bemutatott dal pedig az azeri dal, a Fade to Black volt 2022. március 21-én.
| Ország                | Választás módszere                           | Válogató / Bemutató műsor                                   | Közvetítő csatorna                        | Kiválasztás / Bemutatás dátuma      | Kiválasztás / Bemutatás dátuma      |
| Ország                | Választás módszere                           | Válogató / Bemutató műsor                                   | Közvetítő csatorna                        | Előadó                              | Dal                                 |
| --------------------- | -------------------------------------------- | ----------------------------------------------------------- | ----------------------------------------- | ----------------------------------- | ----------------------------------- |
| Albánia               | nemzeti döntő                                | 60. Festivali i Këngës                                      | RTSH 1                                    | 2021. december 29.                  | 2021. december 29.                  |
| Ausztrália            | nemzeti döntő                                | Eurovision: Australia Decides                               | SBS                                       | 2022. február 26.                   | 2022. február 26.                   |
| Ausztria              | belső kiválasztás                            | előadó: Ö3-Wecker                                           | Hitradio Ö3                               | 2022. február 8.                    | 2022. március 11.                   |
| Azerbajdzsán          | belső kiválasztás                            | előadó: Sabahın Xeyir Azərbaycan                            | İTV                                       | 2022. február 16.                   | 2022. március 21.                   |
| Belgium               | belső kiválasztás                            | Le 8/9                                                      | VivaCité                                  | 2021. szeptember 15.                | 2022. március 10.                   |
| Bulgária              | belső kiválasztás                            | dal: Denjat zapocsva sz Georgi Ljubenov                     | BNT 1                                     | 2021. november 25.                  | 2021. december 5.                   |
| Ciprus                | belső kiválasztás                            | Óla szton Aéra                                              | RIK 1, RIK Sat                            | 2022. március 9.                    | 2022. március 9.                    |
| Csehország            | nemzeti döntő                                | Eurovision Song CZ                                          | Online válogatót rendeztek                | 2021. december 16.                  | 2021. december 16.                  |
| Dánia                 | nemzeti döntő                                | Dansk Melodi Grand Prix                                     | DR1                                       | 2022. március 5.                    | 2022. március 5.                    |
| Egyesült Királyság    | belső kiválasztás                            | Nem rendeztek válogató- és bemutatóműsort                   | Nem rendeztek válogató- és bemutatóműsort | 2022. március 10.                   | 2022. március 10.                   |
| Észak-Macedónia       | nemzeti döntő                                | nemzeti döntő: Za Evrosong eredményhirdetés: Sztiszni plej  | MRT 1, MRT Sat                            | 2022. február 4.                    | 2022. február 4.                    |
| Észtország            | nemzeti döntő                                | Eesti Laul                                                  | ETV                                       | 2022. február 12.                   | 2022. február 12.                   |
| Finnország            | nemzeti döntő                                | Uuden Musiikin Kilpailu                                     | Yle TV1                                   | 2022. február 26.                   | 2022. február 26.                   |
| Franciaország         | nemzeti döntő                                | Eurovision France, c'est vous qui décidez                   | France 2                                  | 2022. március 5.                    | 2022. március 5.                    |
| Görögország           | belső kiválasztás                            | előadó: Studio 4                                            | ERT1                                      | 2021. december 15.                  | 2022. március 10.                   |
| Grúzia                | belső kiválasztás                            | Nem rendeztek válogató- és bemutatóműsort                   | Nem rendeztek válogató- és bemutatóműsort | 2021. november 14.                  | 2022. március 9.                    |
| Hollandia             | belső kiválasztás                            | Nem rendeztek válogató- és bemutatóműsort                   | Nem rendeztek válogató- és bemutatóműsort | 2021. december 7.                   | 2022. március 3.                    |
| Horvátország          | nemzeti döntő                                | Dora                                                        | HRT 1                                     | 2022. február 19.                   | 2022. február 19.                   |
| Írország              | nemzeti döntő                                | The Late Late Show Eurosong                                 | RTÉ One                                   | 2022. február 4.                    | 2022. február 4.                    |
| Izland                | nemzeti döntő                                | Söngvakeppnin                                               | RÚV                                       | 2022. március 12.                   | 2022. március 12.                   |
| Izrael                | nemzeti döntő                                | X-Faktor Izrael                                             | Reshet 13                                 | 2022. február 5.                    | 2022. február 5.                    |
| Lengyelország         | nemzeti döntő                                | Tu bije serce Europy! Wybieramy hity na Eurowizję           | TVP2                                      | 2022. február 19.                   | 2022. február 19.                   |
| Lettország            | nemzeti döntő                                | Supernova                                                   | LTV1                                      | 2022. február 12.                   | 2022. február 12.                   |
| Litvánia              | nemzeti döntő                                | Pabandom iš naujo!                                          | LRT televizija                            | 2022. február 12.                   | 2022. február 12.                   |
| Málta                 | előadó: nemzeti döntő dal: belső kiválasztás | előadó: Malta Eurovision Song Contest                       | TVM                                       | 2022. február 19.                   | 2022. március 14.                   |
| Moldova               | belső kiválasztás                            | Mesager                                                     | Moldova 1                                 | 2022. január 29.                    | 2022. január 29.                    |
| Montenegró            | belső kiválasztás                            | előadó: Dobro jutro Crna Goro dal: Montenegro, dodici punti | TVCG 1                                    | 2022. január 4.                     | 2022. március 4.                    |
| Németország           | nemzeti döntő                                | Germany 12 Points                                           | Das Erste, One                            | 2022. március 4.                    | 2022. március 4.                    |
| Norvégia              | nemzeti döntő                                | Melodi Grand Prix                                           | NRK1                                      | 2022. február 19.                   | 2022. február 19.                   |
| Olaszország           | nemzeti döntő                                | Sanremói Dalfesztivál                                       | Rai 1                                     | 2022. február 5.                    | 2022. február 5.                    |
| Oroszország (kizárva) | belső kiválasztás                            | Nem rendeztek válogató- és bemutatóműsort                   | Nem rendeztek válogató- és bemutatóműsort | 2022. február 26.                   | –                                   |
| Örményország          | belső kiválasztás                            | Nem rendeztek válogató- és bemutatóműsort                   | Nem rendeztek válogató- és bemutatóműsort | 2022. március 11.                   | 2022. március 19.                   |
| Portugália            | nemzeti döntő                                | Festival da Canção                                          | RTP1                                      | 2022. március 12.                   | 2022. március 12.                   |
| Románia               | nemzeti döntő                                | Selecția Națională                                          | TVR 1                                     | 2022. március 5.                    | 2022. március 5.                    |
| San Marino            | nemzeti döntő                                | Una voce per San Marino                                     | San Marino RTV                            | 2022. február 19.                   | 2022. február 19.                   |
| Spanyolország         | nemzeti döntő                                | Benidorm Fest                                               | La 1                                      | 2022. január 29.                    | 2022. január 29.                    |
| Svájc                 | belső kiválasztás                            | Nem rendeztek válogató- és bemutatóműsort                   | Nem rendeztek válogató- és bemutatóműsort | 2022. március 8.                    | 2022. március 8.                    |
| Svédország            | nemzeti döntő                                | Melodifestivalen                                            | SVT1                                      | 2022. március 12.                   | 2022. március 12.                   |
| Szerbia               | nemzeti döntő                                | Pesma za Evroviziju                                         | RTS 1                                     | 2022. március 5.                    | 2022. március 5.                    |
| Szlovénia             | nemzeti döntő                                | EMA 2022                                                    | TV Slovenija 1                            | 2022. február 19.                   | 2022. február 19.                   |
| Ukrajna               | nemzeti döntő belső kiválasztás              | Vidbir                                                      | Szuszpilne                                | 2022. február 12. 2022. február 22. | 2022. február 12. 2022. február 22. |

### Az elődöntők felosztása

Az első elődöntő résztvevői
Az első elődöntőben szavazó döntősök
A második elődöntő résztvevői
A második elődöntőben szavazó döntősök

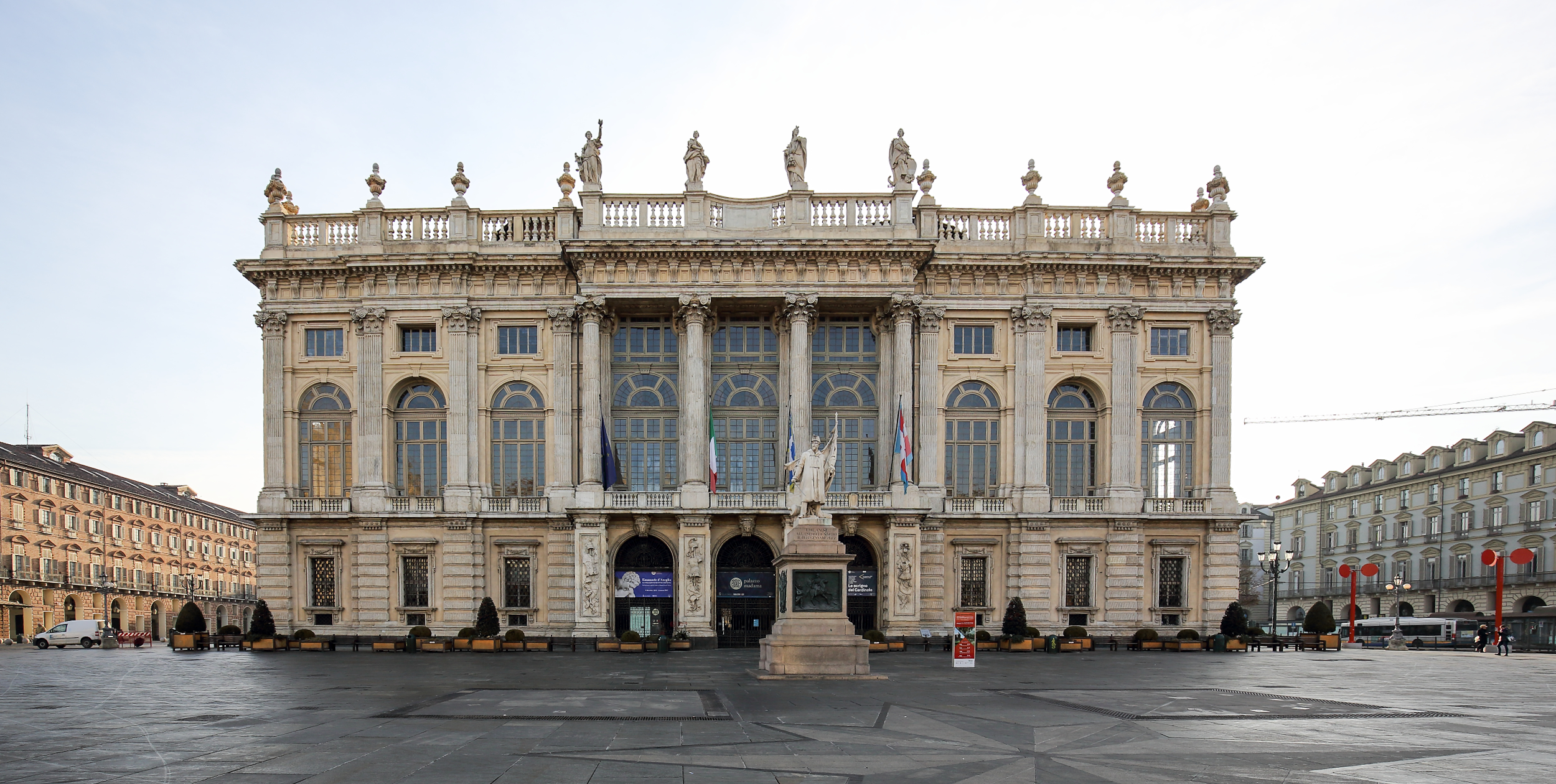
A torinói Palazzo Madama, a sorsolás helyszíne.

A harminchat elődöntős országot hat kalapba osztották földrajzi elhelyezkedésük és szavazási szokásaik alapján, a 2008-ban bevezetett módon. A felosztást január 18-án hozta nyilvánosságra az EBU.
Január 25-én tartották a sorsolást, a torinói Palazzo Madamában, ahol a kalapok egyik fele az első elődöntőbe, a másik a második elődöntőbe került. Ennek célja a szavazás igazságosabbá tétele. A sorsolás során azt is eldöntötték, hogy az egyes országok az adott elődöntő első vagy második felében fognak fellépni, valamint azt, hogy az automatikusan döntős „Öt Nagy” és a rendező ország melyik elődöntőben fog szavazni. Így a delegációk előre tudják, mikor kell megérkezniük a próbákra. Ugyanekkor került sor a jelképes kulcsátadásra, melyen az előző rendező város, Rotterdam polgármestere adta át Torino polgármesterének a korábbi rendező városok szimbólumait tartalmazó kulcscsomót. A sorsolás házigazdái eredetileg Carolina di Domenico és Gabriele Corsi lettek volna, de utóbbinak PCR-tesztje pozitív eredményt adott, így őt Mario Acampa helyettesítette.
A versenyre eredetileg nevező Oroszország az első elődöntő második felében szerepelt volna.
| 1. kalap                                                                      | 2. kalap                                                           | 3. kalap                                                                           | 4. kalap                                                            | 5. kalap                                                                 | 6. kalap                                                         |
| ----------------------------------------------------------------------------- | ------------------------------------------------------------------ | ---------------------------------------------------------------------------------- | ------------------------------------------------------------------- | ------------------------------------------------------------------------ | ---------------------------------------------------------------- |
| - Albánia - Észak-Macedónia - Horvátország - Montenegró - Szerbia - Szlovénia | - Ausztrália - Dánia - Finnország - Izland - Norvégia - Svédország | - Azerbajdzsán - Grúzia - Izrael - Oroszország (kizárták) - Örményország - Ukrajna | - Bulgária - Ciprus - Görögország - Málta - Portugália - San Marino | - Észtország - Lengyelország - Lettország - Litvánia - Moldova - Románia | - Ausztria - Belgium - Csehország - Hollandia - Írország - Svájc |

### Eurovíziós partik
A részt vevő előadók egy része a verseny előtt különböző rendezvényeken népszerűsíti versenydalát.
| Rendezvény                          | Helyszín                   | Dátum               | Részt vevő versenyzők száma                          |
| ----------------------------------- | -------------------------- | ------------------- | ---------------------------------------------------- |
| Melfest WKND                        | Stockholm, Svédország      | 2022. március 11.   | 3 (+6 korábbi évekből és/vagy nemzeti válogatókból)  |
| Barcelona Eurovision Party          | Barcelona, Spanyolország   | 2022. március 26.   | 10 (+6 korábbi évekből)                              |
| London Eurovision Party             | London, Egyesült Királyság | 2022. április 3.    | 20 (+6 korábbi évekből és/vagy nemzeti válogatókból) |
| Israel Calling                      | Tel-Aviv, Izrael           | 2022. április 5–8   | 24                                                   |
| Eurovision in Concert               | Amszterdam, Hollandia      | 2022. április 9.    | 27 (+5 korábbi évekből)                              |
| PrePartyES                          | Madrid, Spanyolország      | 2022. április 15-16 | 29 (+4 korábbi évekből és/vagy nemzeti válogatókból) |
| Adriatic Pre-Party (online esemény) | Hrvatski Eurovizijski Klub | 2022. április 30.   | 10 (+3 korábbi évekből és/vagy nemzeti válogatókból) |

### Live-on-tape felvételek
Az idei évben ismét minden résztvevő produkciójáról készül egy előzetes felvétel, melyet abban az esetben használnak fel, ha az adott előadó az esetlegesen érvényben levő utazási korlátozások vagy egészségügyi okok miatt nem tud jelen lenni az élő adások idejében Torinóban. Hasonló eljárással rendezték meg a 2020-as Junior Eurovíziós Dalfesztivált is.
A 40 résztvevő ország közül 16 hazájában, míg 9 egy másik résztvevő országban forgatja le a live-on-tape produkcióit.
Albánia, Bulgária, Dánia, Észtország, Finnország, Horvátország, Írország, Izland, Izrael, Lengyelország, Lettország, Litvánia, Portugália, Románia, Szerbia és Szlovénia produkciója a helyi televízió egyik stúdiójában került felvételre, míg Ausztria, Ciprus, az Egyesült Királyság, Görögország, Málta, Örményország és Svájc Bulgáriában, Észak-Macedónia és Montenegró pedig Szerbiában forgatta produkcióját.
Érdekesség, hogy Ukrajna kivétel volt az előzetes felvétel rögzítése alól, abban az esetben, ha nem tudnak jelen lenni a rendezvényen az ukrán nemzeti döntőben rögzített produkciót fogják sugározni.
A verseny után a produkciókat nyilvánosságra hozták, az ausztrál, azeri, ciprusi, cseh, holland, moldáv és norvég előadások nélkül. Az örmény produkciót később eltávolították a dalfesztivál videómegosztó csatornájáról.

### Próbák és sajtótájékoztatók
A próbák április 30-án kezdődtek a verseny helyszínén. Az első körben minden ország elpróbálhatta a produkcióját többször is egymás után, valamint még a színpadra lépés előtt, a színfalak mögött beállították az énekesek mikrofonjait és fülmonitorjait. A színpadi próba után a delegációk a videószobába vonultak, ahol megnézhették, hogy a rendező csatorna hogyan képzeli el a produkció lefilmezését. Innen a sajtótájékoztatóra mentek az előadók, ahol egy műsorvezetővel beszélgettek a versenyről, a produkcióról, a próbákról, valamint a sajtó akkreditált tagjai is tehettek fel kérdéseket. A próbák és a sajtótájékoztatók egyszerre zajlottak: míg az egyik ország sajtótájékoztatót tartott, addig a következő már próbált az arénában.
A kezdési időpontok helyi idő szerint vannak feltüntetve. (UTC+01:00)
| Dátum                       | Ország          | Próba       | Sajtótájékoztató |
| --------------------------- | --------------- | ----------- | ---------------- |
| 2022. április 30. (szombat) | Albánia         | 10:00–10:30 | 12:00–12:20      |
| 2022. április 30. (szombat) | Lettország      | 10:40–11:10 | 12:40–13:00      |
| 2022. április 30. (szombat) | Litvánia        | 11:20–11:50 | 13:20–13:40      |
| 2022. április 30. (szombat) | Svájc           | 12:00–12:30 | 14:00–14:20      |
| 2022. április 30. (szombat) | Szlovénia       | 13:40–14:10 | 15:40–16:00      |
| 2022. április 30. (szombat) | Ukrajna         | 14:20–14:50 | 16:20–16:40      |
| 2022. április 30. (szombat) | Bulgária        | 15:00–15:30 | 17:00–17:20      |
| 2022. április 30. (szombat) | Hollandia       | 16:00–15:30 | 18:00–18:20      |
| 2022. április 30. (szombat) | Moldova         | 16:40–17:10 | 18:40–19:00      |
| 2022. május 1. (vasárnap)   | Portugália      | 10:00–10:30 | 12:00–12:20      |
| 2022. május 1. (vasárnap)   | Horvátország    | 10:40–11:10 | 12:40–13:00      |
| 2022. május 1. (vasárnap)   | Dánia           | 11:20–11:50 | 13:20–13:40      |
| 2022. május 1. (vasárnap)   | Ausztria        | 12:00–12:30 | 14:00–14:20      |
| 2022. május 1. (vasárnap)   | Görögország     | 13:40–14:10 | 15:40–16:00      |
| 2022. május 1. (vasárnap)   | Izland          | 14:20–14:50 | 16:20–16:40      |
| 2022. május 1. (vasárnap)   | Norvégia        | 15:00–15:30 | 17:00–17:20      |
| 2022. május 1. (vasárnap)   | Örményország    | 16:00–15:30 | 18:00–18:20      |
| 2022. május 2. (hétfő)      | Finnország      | 10:00–10:30 | 12:00–12:20      |
| 2022. május 2. (hétfő)      | Izrael          | 10:40–11:10 | 12:40–13:00      |
| 2022. május 2. (hétfő)      | Szerbia         | 11:20–11:50 | 13:20–13:40      |
| 2022. május 2. (hétfő)      | Azerbajdzsán    | 12:00–12:30 | 14:00–14:20      |
| 2022. május 2. (hétfő)      | Grúzia          | 13:40–14:10 | 15:40–16:00      |
| 2022. május 2. (hétfő)      | Málta           | 14:20–14:50 | 16:20–16:40      |
| 2022. május 2. (hétfő)      | San Marino      | 15:00–15:30 | 17:00–17:20      |
| 2022. május 2. (hétfő)      | Ausztrália      | 16:00–15:30 | 18:00–18:20      |
| 2022. május 2. (hétfő)      | Ciprus          | 16:40–17:10 | 18:40–19:00      |
| 2022. május 3. (kedd)       | Írország        | 10:00–10:30 | 12:00–12:20      |
| 2022. május 3. (kedd)       | Észak-Macedónia | 10:40–11:10 | 12:40–13:00      |
| 2022. május 3. (kedd)       | Észtország      | 11:20–11:50 | 13:20–13:40      |
| 2022. május 3. (kedd)       | Románia         | 12:00–12:30 | 14:00–14:20      |
| 2022. május 3. (kedd)       | Lengyelország   | 13:40–14:10 | 15:40–16:00      |
| 2022. május 3. (kedd)       | Montenegró      | 14:20–14:50 | 16:20–16:40      |
| 2022. május 3. (kedd)       | Belgium         | 15:00–15:30 | 17:00–17:20      |
| 2022. május 3. (kedd)       | Svédország      | 16:00–15:30 | 18:00–18:20      |
| 2022. május 3. (kedd)       | Csehország      | 16:40–17:10 | 18:40–19:00      |

| Dátum                      | Ország             | Próba       | Sajtótájékoztató |
| -------------------------- | ------------------ | ----------- | ---------------- |
| 2022. május 4. (szerda)    | Albánia            | 10:00–10:20 | 11:10–11:30      |
| 2022. május 4. (szerda)    | Lettország         | 10:25–10:45 | 11:35–11:55      |
| 2022. május 4. (szerda)    | Litvánia           | 10:50–11:10 | 12:00–12:20      |
| 2022. május 4. (szerda)    | Svájc              | 11:15–11:35 | 12:25–12:45      |
| 2022. május 4. (szerda)    | Szlovénia          | 11:40–12:00 | 12:50–13:10      |
| 2022. május 4. (szerda)    | Ukrajna            | 13:05–13:25 | 14:15–14:35      |
| 2022. május 4. (szerda)    | Bulgária           | 13:30–13:50 | 14:40–15:00      |
| 2022. május 4. (szerda)    | Hollandia          | 13:55–14:15 | 15:05–15:25      |
| 2022. május 4. (szerda)    | Moldova            | 14:20–14:40 | 15:30–15:50      |
| 2022. május 4. (szerda)    | Portugália         | 14:45–15:05 | 15:55–16:15      |
| 2022. május 4. (szerda)    | Horvátország       | 15:35–15:55 | 16:45–17:05      |
| 2022. május 4. (szerda)    | Dánia              | 16:00–16:20 | 17:10–17:30      |
| 2022. május 4. (szerda)    | Ausztria           | 16:25–16:45 | 17:35–17:55      |
| 2022. május 4. (szerda)    | Görögország        | 16:50–17:10 | 18:00–18:20      |
| 2022. május 5. (csütörtök) | Izland             | 10:00–10:20 | 11:10–11:30      |
| 2022. május 5. (csütörtök) | Norvégia           | 10:25–10:45 | 11:35–11:55      |
| 2022. május 5. (csütörtök) | Örményország       | 10:50–11:10 | 12:00–12:20      |
| 2022. május 5. (csütörtök) | Finnország         | 11:15–11:35 | 12:25–12:45      |
| 2022. május 5. (csütörtök) | Izrael             | 11:40–12:00 | 12:50–13:10      |
| 2022. május 5. (csütörtök) | Szerbia            | 13:05–13:25 | 14:15–14:35      |
| 2022. május 5. (csütörtök) | Azerbajdzsán       | 13:30–13:50 | 14:40–15:00      |
| 2022. május 5. (csütörtök) | Grúzia             | 13:55–14:15 | 15:05–15:25      |
| 2022. május 5. (csütörtök) | Málta              | 14:20–14:40 | 15:30–15:50      |
| 2022. május 5. (csütörtök) | San Marino         | 14:45–15:05 | 15:55–16:15      |
| 2022. május 5. (csütörtök) | Franciaország      | 15:35–16:05 | 17:35–17:55      |
| 2022. május 5. (csütörtök) | Olaszország        | 16:15–16:45 | 18:15–17:35      |
| 2022. május 5. (csütörtök) | Egyesült Királyság | 16:55–17:25 | 18:55–19:15      |
| 2022. május 5. (csütörtök) | Spanyolország      | 17:35–18:05 | 19:35–19:55      |
| 2022. május 5. (csütörtök) | Németország        | 18:15–18:45 | 20:15–20:35      |
| 2022. május 6. (péntek)    | Ausztrália         | 10:00–10:20 | 11:10–11:30      |
| 2022. május 6. (péntek)    | Ciprus             | 10:25–10:45 | 11:35–11:55      |
| 2022. május 6. (péntek)    | Írország           | 10:50–11:10 | 12:00–12:20      |
| 2022. május 6. (péntek)    | Észak-Macedónia    | 11:15–11:35 | 12:25–12:45      |
| 2022. május 6. (péntek)    | Észtország         | 11:40–12:00 | 12:50–13:10      |
| 2022. május 6. (péntek)    | Románia            | 13:05–13:25 | 14:15–14:35      |
| 2022. május 6. (péntek)    | Lengyelország      | 13:30–13:50 | 14:40–15:00      |
| 2022. május 6. (péntek)    | Montenegró         | 13:55–14:15 | 15:05–15:25      |
| 2022. május 6. (péntek)    | Belgium            | 14:20–14:40 | 15:30–15:50      |
| 2022. május 6. (péntek)    | Svédország         | 14:45–15:05 | 15:55–16:15      |
| 2022. május 6. (péntek)    | Csehország         | 15:35–16:05 | 17:35–17:55      |
| 2022. május 7. (szombat)   | Franciaország      | 10:00–10:20 | 11:10–11:30      |
| 2022. május 7. (szombat)   | Olaszország        | 10:25–10:45 | 11:35–11:55      |
| 2022. május 7. (szombat)   | Egyesült Királyság | 10:50–11:10 | 12:00–12:20      |
| 2022. május 7. (szombat)   | Spanyolország      | 11:15–11:35 | 12:25–12:45      |
| 2022. május 7. (szombat)   | Németország        | 11:40–12:00 | 12:50–13:10      |

#### Főpróbák és élő közvetítések
A kezdési időpontok helyi idő szerint vannak feltüntetve. (CEST)
| Forduló          | Adás                      | Dátum                      | Kezdés | Vége  |
| ---------------- | ------------------------- | -------------------------- | ------ | ----- |
| Első elődöntő    | 1. főpróba                | 2022. május 9., hétfő      | 15:00  | 17:25 |
| Első elődöntő    | 2. főpróba – zsűri show   | 2022. május 9., hétfő      | 21:00  | 23:25 |
| Első elődöntő    | 3. főpróba – családi show | 2022. május 10., kedd      | 15:00  | 17:15 |
| Első elődöntő    | Élő közvetítés            | 2022. május 10., kedd      | 21:00  | 23:15 |
| Második elődöntő | 1. főpróba                | 2022. május 11., szerda    | 15:00  | 17:27 |
| Második elődöntő | 2. főpróba – zsűri show   | 2022. május 11., szerda    | 21:00  | 23:27 |
| Második elődöntő | 3. főpróba – családi show | 2022. május 12., csütörtök | 15:00  | 17:17 |
| Második elődöntő | Élő közvetítés            | 2022. május 12., csütörtök | 21:00  | 23:17 |
| Döntő            | 1. főpróba                | 2022. május 13., péntek    | 13:00  | 16:50 |
| Döntő            | 2. főpróba – zsűri show   | 2022. május 13., péntek    | 21:00  | 00:50 |
| Döntő            | 3. főpróba – családi show | 2022. május 14., szombat   | 13:30  | 17:20 |
| Döntő            | Élő közvetítés            | 2022. május 14., szombat   | 21:00  | 00:50 |

### Megnyitó ünnepség

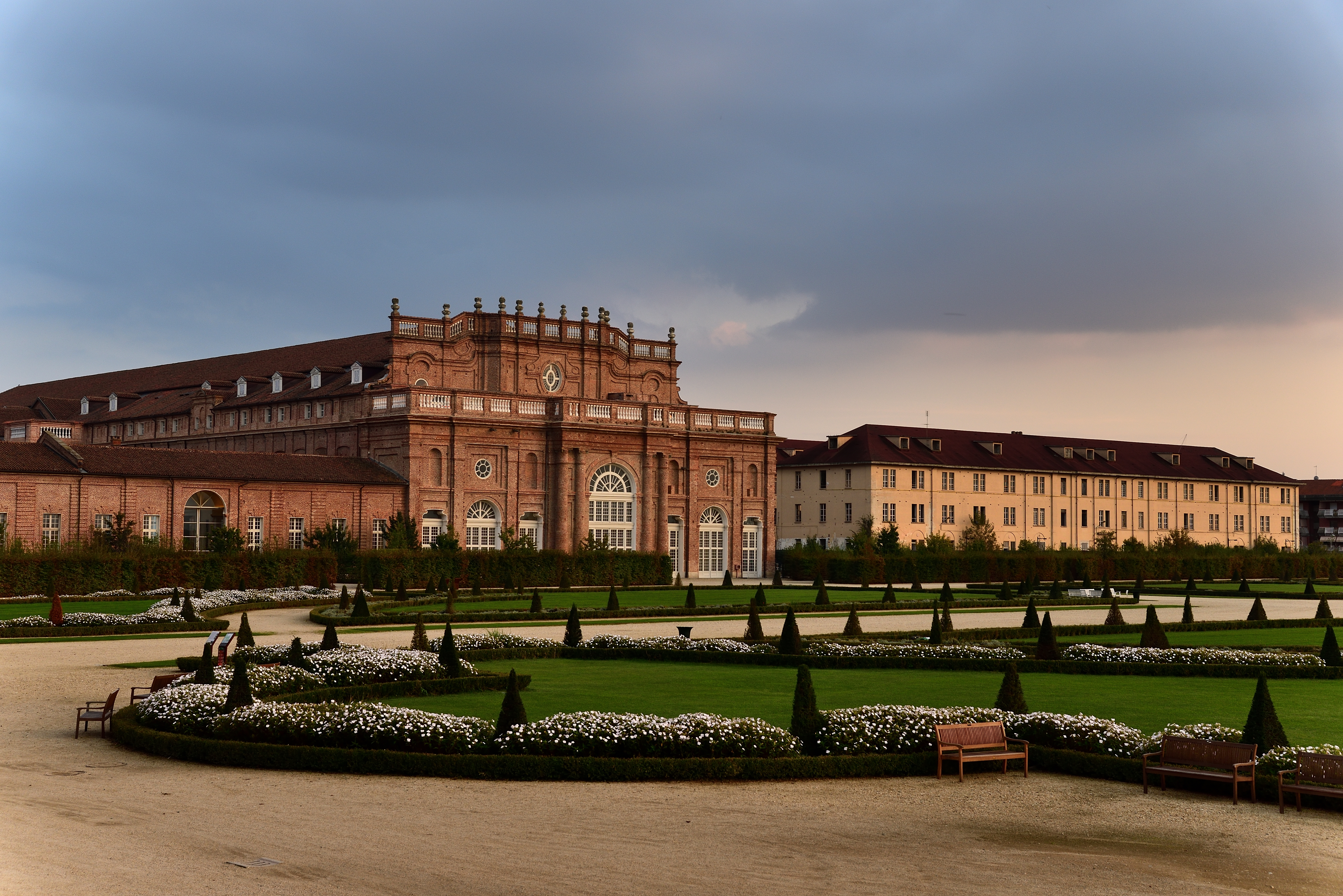
A megnyitó ünnepség helyszíne, a Venaria királyi palota

Eurovíziós hagyomány, hogy a rendező város vörös szőnyeges megnyitó ünnepséget szervez a résztvevők számára. Ezzel az eseménnyel veszi kezdetét az eurovíziós hét. A vörös szőnyeg ebben az évben ismét türkiz szőnyeggé változott, ami körülbelül 200 méter hosszú volt. Ebben az évben igazodva a verseny arculatához, az ünnepséget Torino gazdag királyi történelmének egyik szimbolikus helyszínén, Venaria Reale-ben a Venaria királyi palota kertjében tartották. A megnyitó eseményen az összes résztvevő ország delegációja felvonult egyesével, először fotókat készítettek, majd a műsorvezetőkkel beszélgettek pár percig. Továbbhaladva a különböző országokból érkezett sajtó tagjainak adtak interjúkat. Ezután vonultak be az épületbe, a Nagy Galériába, ahol Stefano Lorusso, Torino városának polgármestere, Martin Österdahl, a dalfesztivál igazgatója, illetve Simona Martorelli és Claudio Fasulo a dalfesztivál ügyvezető producerei fogadtak. Az eseményt május 8-án, vasárnap 16 órakor közvetítették a hivatalos eurovíziós YouTube-csatornán. A megnyitó műsorvezetői a sajtótájékoztatók házigazdái, Carolina Di Domenico, Laura Carusino, Mario Acampa és Gabriele Corsi voltak.

## A szavazás

### Esélyek
A verseny előtt a legesélyesebbnek az Egyesült Királyságot, Olaszországot és Spanyolországot, Svédországot és Ukrajnát tartották.

### Zsűritagok
Minden országból öt profi zeneipari szakembert bíz meg a helyi közmédia a dalok értékelésére. A nemzeti zsűrik az élő adás előtt egy nappal egy zárt láncú közvetítésben egy videószobából követik figyelemmel a második főpróbát, és az ott látottak és hallottak alapján minősítik a produkciókat. Ezt a próbát emiatt zsűri shownak hívják, és az élő adáshoz hasonló eurovíziós élményt nyújtja a jegyet váltóknak az arénában. Az első elődöntő előtt 19 országból 95, a második elődöntő előtt 21 országból 105, míg a döntő előtti napon 40 országból összesen 200 zsűritag pontoz. A zsűritagok névsorát a tavalyi évtől kezdve a döntő után hozza nyilvánosságra az EBU. Németország esetében Felicia Lu-t kizárták a zsűritagok közül, mivel hónapokkal a verseny előtt megosztotta közösségi oldalain a kedvenceit és ebből sorrendet állított.

## Első elődöntő

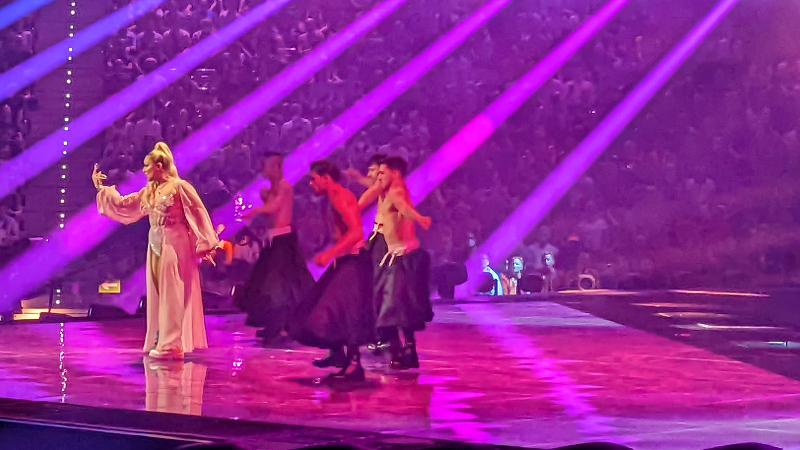
Ronela Hajati

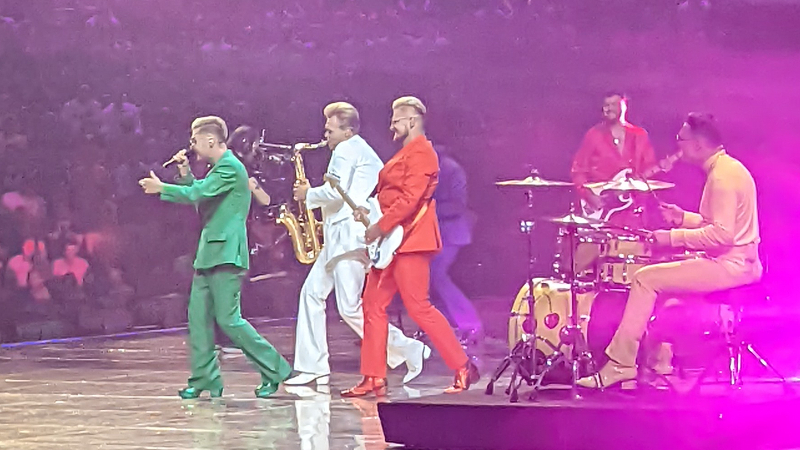
Citi Zēni

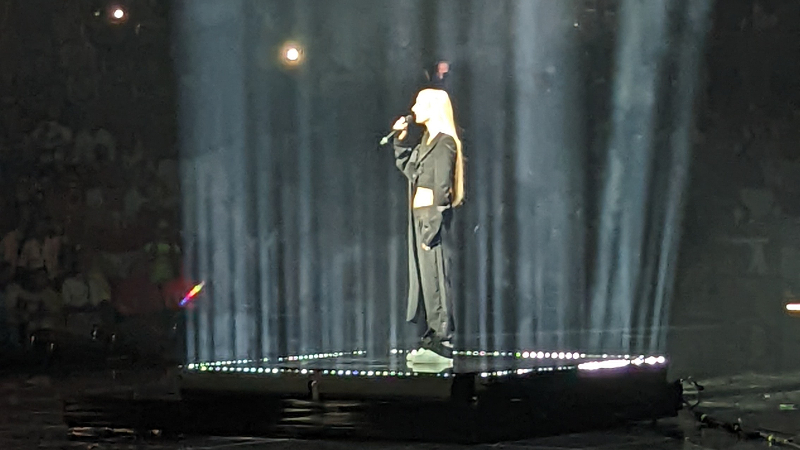
S10

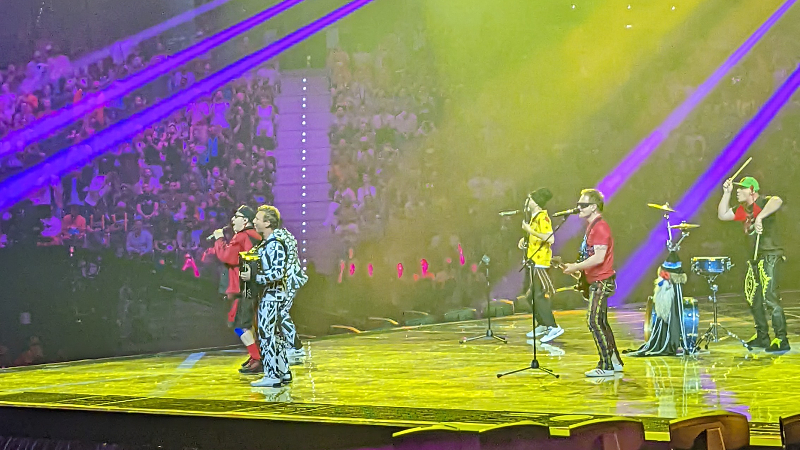
Zdob și Zdub & Advahov Brothers

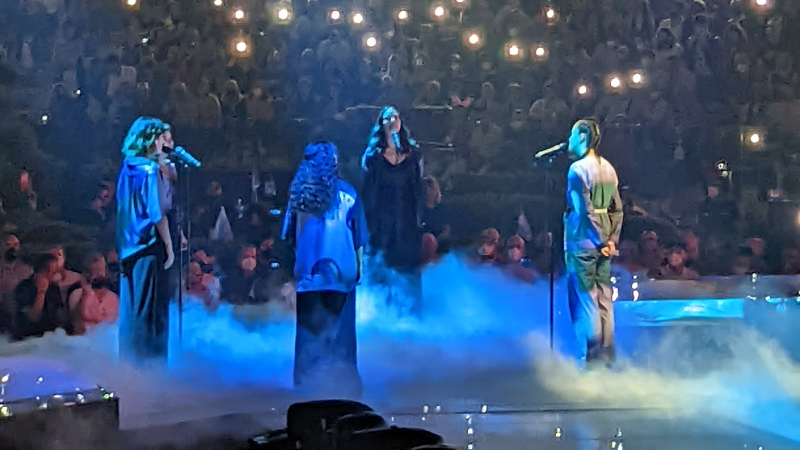
Maro

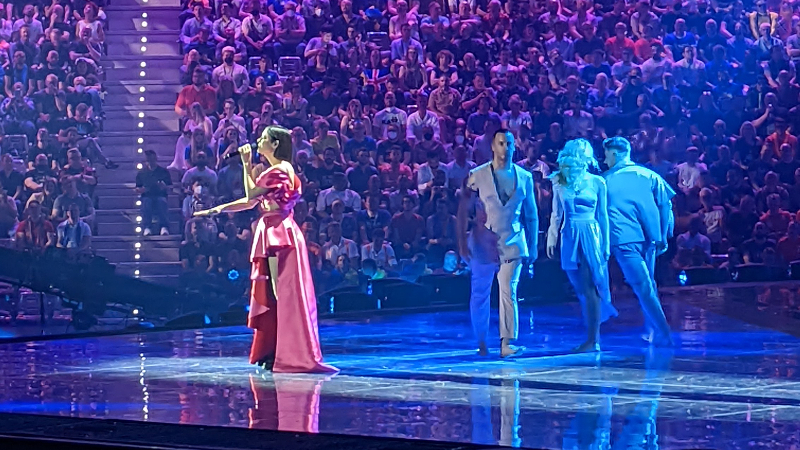
Mia Dimšić

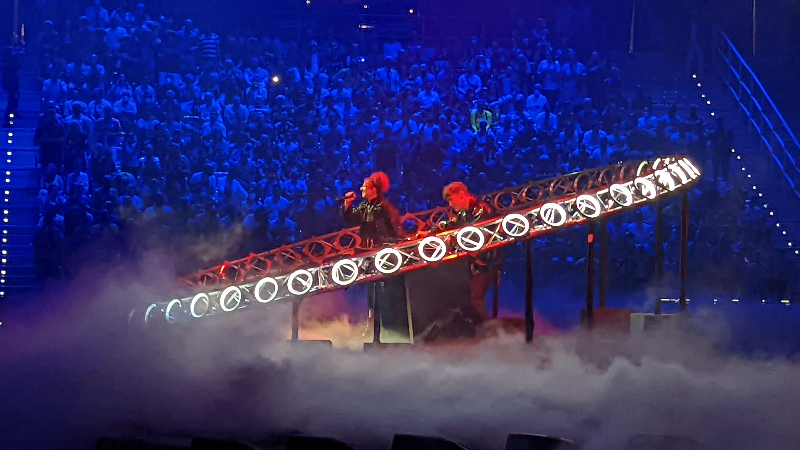
LUM!X & Pia Maria

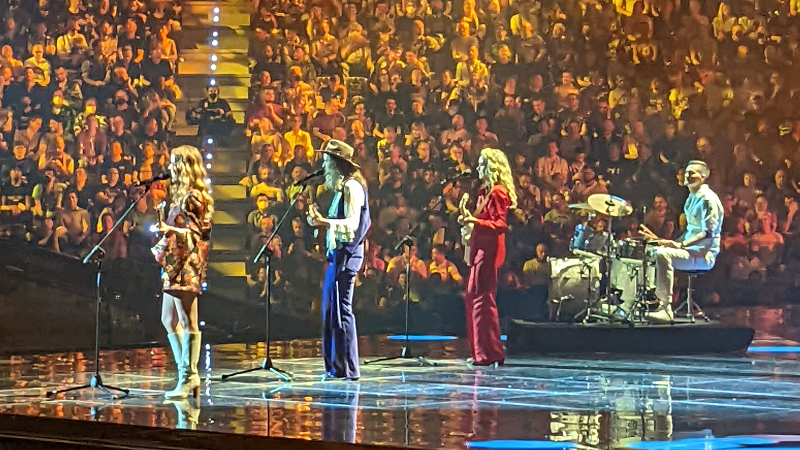
Systur

Az első elődöntőt május 10-én rendezték meg tizenhét ország részvételével. Az egyes országok által kiosztott pontok telefonos szavazás, illetve szakmai zsűrik szavazatai alapján alakultak ki, mely alapján az első tíz helyezett jutott tovább a döntőbe. A részt vevő országokon kívül két automatikusan döntős ország –  Franciaország és  Olaszország – is szavazott az első elődöntőben, valamint a május 9-én tartandó főpróbákon versenydalukat is előadták. Az első elődöntő nyitánya az empátiáról és a kiterjesztett valóságról szólt, a bolygók képeivel a nézők elé vetítve több mint 40 táncos tisztelgett a nap, mint az öröm, az élet és a remény szimbóluma előtt. Az est folyamán fellépett Diodato, aki a koronavírus-járvány miatt eltörölt 2020-as Eurovíziós Dalfesztiválon képviselte volna Olaszországot, valamint egy különleges, az 1980-as évek Italodisco dalainak egyvelegével lépett fel Dardust és Benny Benassi a népszerű brit együttes, a Sophie & The Giants közreműködésében. Az elődöntőben megjelent Maléna is, a 2021-es Junior Eurovíziós Dalfesztivál győztese, aki élményeiről mesélt és meginvitálta a közönséget a decemberi jereváni versenyre.
| #  | Ország       | Előadó                          | Dal                     | Helyezés | Pontszám |
| -- | ------------ | ------------------------------- | ----------------------- | -------- | -------- |
| 01 | Albánia      | Ronela Hajati                   | Sekret                  | 12.      | 58       |
| 02 | Lettország   | Citi Zēni                       | Eat Your Salad          | 14.      | 55       |
| 03 | Litvánia     | Monika Liu                      | Sentimentai             | 7.       | 159      |
| 04 | Svájc        | Marius Bear                     | Boys Do Cry             | 9.       | 118      |
| 05 | Szlovénia    | LPS                             | Disko                   | 17.      | 15       |
| 06 | Ukrajna      | Kalush Orchestra                | Stefania                | 1.       | 337      |
| 07 | Bulgária     | Intelligent Music Project       | Intention               | 16.      | 29       |
| 08 | Hollandia    | S10                             | De diepte               | 2.       | 221      |
| 09 | Moldova      | Zdob și Zdub & Advahov Brothers | Trenulețul              | 8.       | 154      |
| 10 | Portugália   | Maro                            | Saudade, saudade        | 4.       | 208      |
| 11 | Horvátország | Mia Dimšić                      | Guilty Pleasure         | 11.      | 75       |
| 12 | Dánia        | Reddi                           | The Show                | 13.      | 55       |
| 13 | Ausztria     | Lumix feat. Pia Maria           | Halo                    | 15.      | 42       |
| 14 | Izland       | Systur                          | Með hækkandi sól        | 10.      | 103      |
| 15 | Görögország  | Amanda Georgiadi Tenfjord       | Die Together            | 3.       | 211      |
| 16 | Norvégia     | Subwoolfer                      | Give That Wolf a Banana | 6.       | 177      |
| 17 | Örményország | Rosa Linn                       | Snap                    | 5.       | 187      |

### Ponttáblázat

#### Zsűri szavazás
| Ország       | Össz. | Szavazók | Szavazók   | Szavazók | Szavazók | Szavazók  | Szavazók | Szavazók | Szavazók  | Szavazók | Szavazók   | Szavazók     | Szavazók | Szavazók | Szavazók | Szavazók    | Szavazók | Szavazók     | Szavazók      | Szavazók    |
| Ország       | Össz. | Albánia  | Lettország | Litvánia | Svájc    | Szlovénia | Ukrajna  | Bulgária | Hollandia | Moldova  | Portugália | Horvátország | Dánia    | Ausztria | Izland   | Görögország | Norvégia | Örményország | Franciaország | Olaszország |
| ------------ | ----- | -------- | ---------- | -------- | -------- | --------- | -------- | -------- | --------- | -------- | ---------- | ------------ | -------- | -------- | -------- | ----------- | -------- | ------------ | ------------- | ----------- |
| Albánia      | 12    |          |            |          |          |           |          |          |           |          |            |              |          |          |          | 12          |          |              |               |             |
| Lettország   | 39    |          |            | 2        | 2        | 3         |          | 3        |           | 4        | 12         |              | 1        | 1        | 4        | 4           |          | 2            |               | 1           |
| Litvánia     | 56    |          | 1          |          | 3        | 12        |          |          | 2         |          | 6          | 10           | 5        |          | 8        |             | 5        |              | 2             | 2           |
| Svájc        | 107   | 6        | 4          | 10       |          | 4         | 6        | 12       | 7         | 10       | 4          | 6            | 6        | 7        | 5        |             | 4        | 5            | 5             | 6           |
| Szlovénia    | 7     |          |            |          |          |           |          |          | 1         | 1        |            | 5            |          |          |          |             |          |              |               |             |
| Ukrajna      | 135   | 12       | 12         | 12       | 8        | 7         |          |          | 8         | 12       | 7          | 7            | 7        |          | 10       | 3           | 6        | 7            | 10            | 7           |
| Bulgária     | 11    | 1        |            |          |          |           |          |          |           |          |            |              |          |          |          | 10          |          |              |               |             |
| Hollandia    | 142   | 10       | 3          | 8        | 12       | 10        | 12       | 4        |           | 2        | 8          | 2            | 12       | 8        | 7        | 6           | 8        | 12           | 8             | 10          |
| Moldova      | 19    |          |            | 1        |          |           | 2        | 1        |           |          | 1          |              |          |          |          | 7           | 1        | 1            |               | 5           |
| Portugália   | 121   | 4        | 5          | 7        | 4        | 6         | 8        | 5        | 10        | 5        |            | 12           | 8        | 10       | 6        | 5           | 10       | 10           | 6             |             |
| Horvátország | 42    | 3        |            |          |          | 8         | 3        | 6        | 3         |          |            |              |          | 3        |          | 8           |          | 4            |               | 4           |
| Dánia        | 35    |          | 6          | 5        | 5        |           | 5        | 2        |           |          |            | 3            |          | 5        | 1        |             | 3        |              |               |             |
| Ausztria     | 6     |          |            |          |          |           |          |          |           |          |            |              |          |          |          | 2           |          |              | 1             | 3           |
| Izland       | 64    | 5        | 8          | 4        | 6        |           | 4        |          | 5         | 3        | 10         | 4            | 4        | 2        |          |             | 2        | 3            | 4             |             |
| Görögország  | 151   | 8        | 10         | 7        | 10       | 5         | 7        | 10       | 12        | 8        | 5          | 8            | 10       | 6        | 2        |             | 12       | 8            | 12            | 12          |
| Norvégia     | 73    | 2        | 7          | 3        | 7        | 2         | 1        | 7        | 6         | 7        | 2          |              | 3        | 4        | 12       | 1           |          | 6            | 3             |             |
| Örményország | 82    | 7        | 2          |          | 1        | 1         | 10       | 8        | 4         | 6        | 3          | 1            | 2        | 12       | 3        |             | 7        |              | 7             | 8           |

#### Nézői szavazás
| Ország       | Össz. | Szavazók | Szavazók   | Szavazók | Szavazók | Szavazók  | Szavazók | Szavazók | Szavazók  | Szavazók | Szavazók   | Szavazók     | Szavazók | Szavazók | Szavazók | Szavazók    | Szavazók | Szavazók     | Szavazók      | Szavazók    |
| Ország       | Össz. | Albánia  | Lettország | Litvánia | Svájc    | Szlovénia | Ukrajna  | Bulgária | Hollandia | Moldova  | Portugália | Horvátország | Dánia    | Ausztria | Izland   | Görögország | Norvégia | Örményország | Franciaország | Olaszország |
| ------------ | ----- | -------- | ---------- | -------- | -------- | --------- | -------- | -------- | --------- | -------- | ---------- | ------------ | -------- | -------- | -------- | ----------- | -------- | ------------ | ------------- | ----------- |
| Albánia      | 46    |          |            |          | 8        | 6         |          | 1        |           |          |            | 2            |          | 2        |          | 12          |          | 2            | 5             | 8           |
| Lettország   | 16    |          |            | 10       |          |           | 5        |          | 1         |          |            |              |          |          |          |             |          |              |               |             |
| Litvánia     | 103   | 1        | 10         |          | 3        | 5         | 12       | 5        | 5         | 6        | 6          | 6            | 8        | 4        | 5        | 5           | 8        | 7            | 6             | 1           |
| Svájc        | 11    |          |            | 3        |          |           |          |          | 2         |          |            |              | 1        | 3        | 1        |             |          | 1            |               |             |
| Szlovénia    | 8     |          |            |          |          |           |          |          |           |          |            | 8            |          |          |          |             |          |              |               |             |
| Ukrajna      | 202   | 8        | 12         | 12       | 10       | 10        |          | 12       | 12        | 12       | 12         | 12           | 12       | 12       | 12       | 10          | 10       | 12           | 10            | 12          |
| Bulgária     | 18    | 12       |            |          |          |           |          |          |           | 5        |            |              |          |          |          | 1           |          |              |               |             |
| Hollandia    | 79    | 3        | 3          | 6        | 2        | 3         | 6        | 3        |           | 8        | 8          | 3            | 4        | 5        | 8        | 4           | 1        | 4            | 4             | 4           |
| Moldova      | 135   |          | 8          | 7        | 7        | 7         | 10       | 8        | 10        |          | 10         | 10           | 6        | 10       | 7        | 6           | 6        | 6            | 7             | 10          |
| Portugália   | 87    | 5        | 6          | 8        | 12       | 2         | 4        | 6        | 6         | 4        |            | 1            | 3        | 1        | 2        | 3           | 2        | 8            | 8             | 6           |
| Horvátország | 33    | 6        |            |          | 6        | 12        |          | 2        |           |          | 1          |              |          | 6        |          |             |          |              |               |             |
| Dánia        | 20    |          | 2          | 1        |          | 1         |          |          |           | 3        | 3          |              |          |          | 6        |             | 4        |              |               |             |
| Ausztria     | 36    | 4        | 1          |          | 4        |           | 3        |          |           | 2        |            | 4            | 2        |          | 4        | 2           | 3        | 5            |               | 2           |
| Izland       | 39    |          | 5          | 2        | 1        |           | 8        |          | 4         |          | 2          |              | 7        |          |          |             | 7        |              | 3             |             |
| Görögország  | 60    | 10       |            |          |          | 8         | 1        | 7        | 3         | 1        | 4          |              |          |          |          |             | 12       | 10           | 1             | 3           |
| Norvégia     | 104   | 2        | 7          | 5        |          | 4         | 7        | 4        | 7         | 10       | 7          | 7            | 10       | 7        | 10       | 7           |          | 3            | 2             | 5           |
| Örményország | 105   | 7        | 4          | 4        | 5        |           | 2        | 10       | 8         | 7        | 5          | 5            | 5        | 8        | 3        | 8           | 5        |              | 12            | 7           |

### 12 pontos országok
| Darab | Jutalmazott ország | Szavazó ország                                  |
| ----- | ------------------ | ----------------------------------------------- |
| 4     | Hollandia          | Dánia, Örményország, Svájc, Ukrajna             |
| 4     | Ukrajna            | Albánia, Lettország, Litvánia, Moldova          |
| 4     | Görögország        | Franciaország, Hollandia, Olaszország, Norvégia |
| 1     | Albánia            | Görögország                                     |
| 1     | Lettország         | Portugália                                      |
| 1     | Litvánia           | Szlovénia                                       |
| 1     | Norvégia           | Izland                                          |
| 1     | Örményország       | Ausztria                                        |
| 1     | Portugália         | Horvátország                                    |
| 1     | Svájc              | Bulgária                                        |

| Darab | Jutalmazott ország | Szavazó ország |
| ----- | ------------------ | --- |
| 12    | Ukrajna            | Ausztria, Bulgária, Dánia, Hollandia, Horvátország, Izland, Lettország, Litvánia, Moldova, Olaszország, Örményország, Portugália |
| 1     | Albánia            | Görögország |
| 1     | Bulgária           | Albánia |
| 1     | Görögország        | Norvégia |
| 1     | Horvátország       | Szlovénia |
| 1     | Litvánia           | Ukrajna |
| 1     | Örményország       | Franciaország |
| 1     | Portugália         | Svájc |

Megjegyzés: A félkövérrel szedett országok a maximum 24 pontot (12 pontot a zsűritől és a nézőktől is) adták az adott országnak.

### Zsűri és nézői szavazás külön

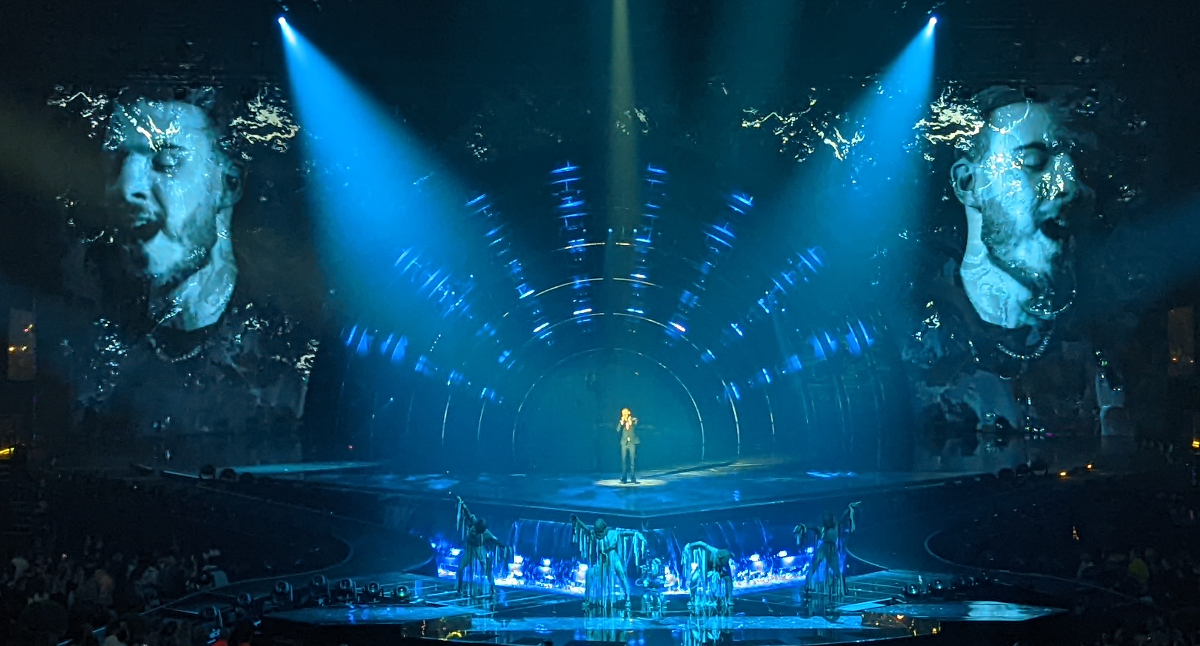
Ochman

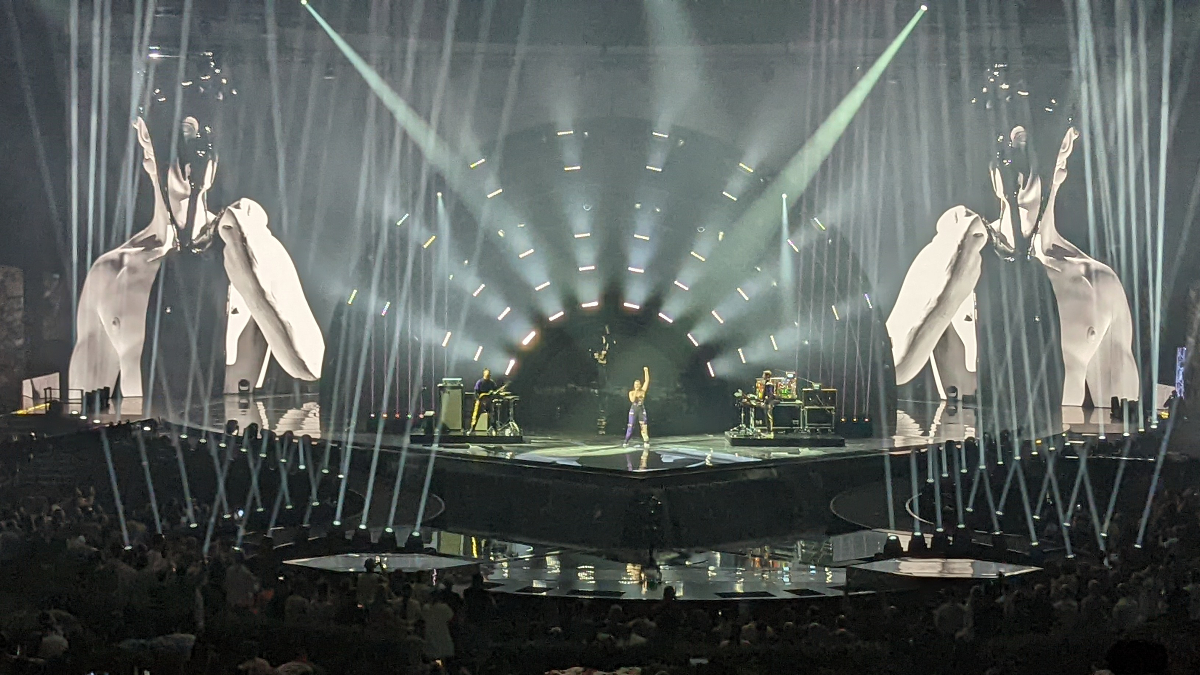
We Are Domi

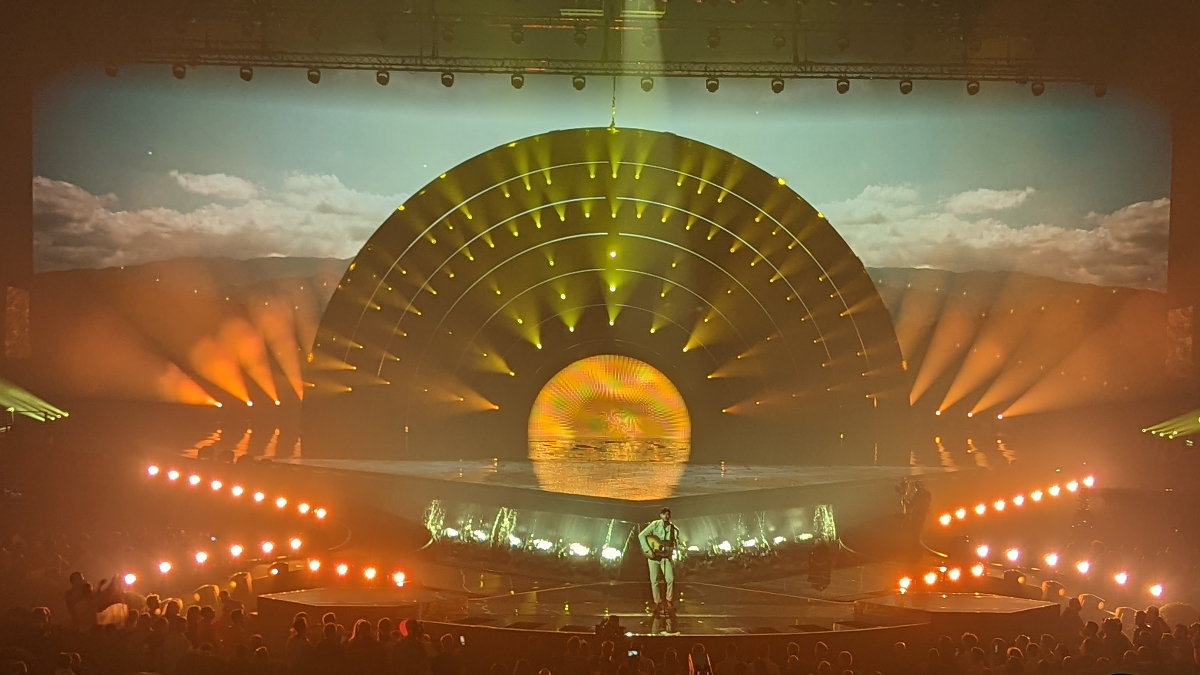
Stefan

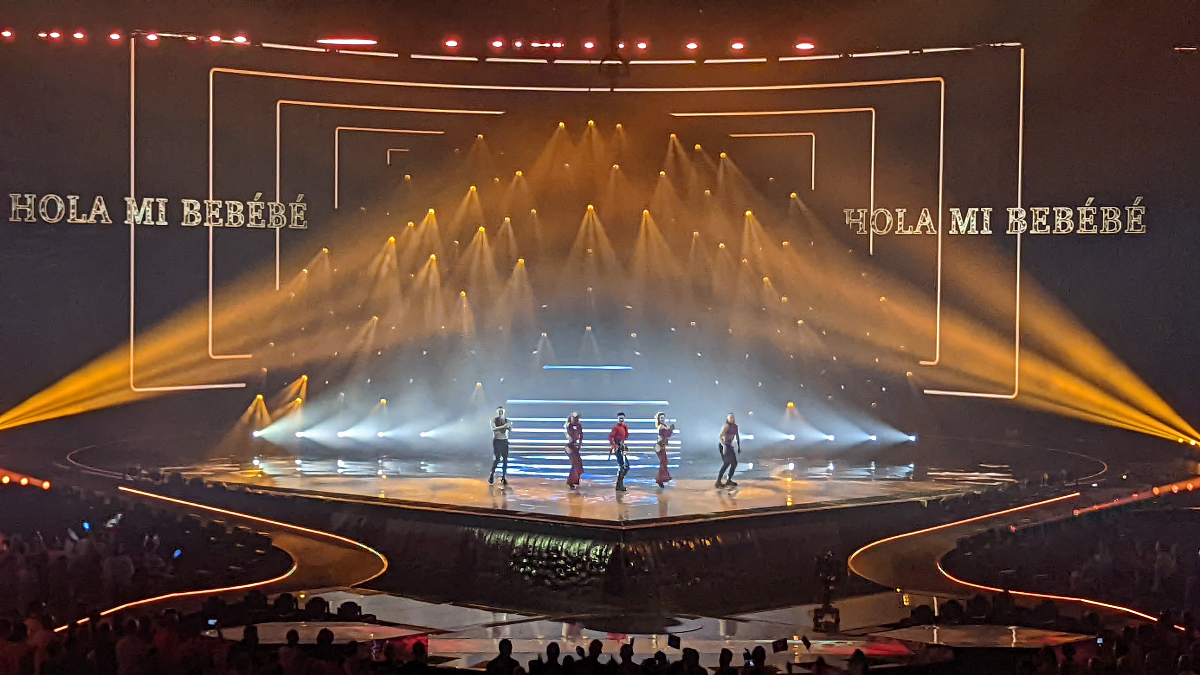
WRS

| Helyezés | Zsűri szavazás | Zsűri szavazás | Nézői szavazás | Nézői szavazás |
| Helyezés | Ország         | Pontszám       | Ország         | Pontszám       |
| -------- | -------------- | -------------- | -------------- | -------------- |
| 1.       | Görögország    | 151            | Ukrajna        | 202            |
| 2.       | Hollandia      | 142            | Moldova        | 135            |
| 3.       | Ukrajna        | 135            | Örményország   | 105            |
| 4.       | Portugália     | 121            | Norvégia       | 104            |
| 5.       | Svájc          | 107            | Litvánia       | 103            |
| 6.       | Örményország   | 82             | Portugália     | 87             |
| 7.       | Norvégia       | 73             | Hollandia      | 79             |
| 8.       | Izland         | 64             | Görögország    | 60             |
| 9.       | Litvánia       | 56             | Albánia        | 46             |
| 10.      | Horvátország   | 42             | Izland         | 39             |
| 11.      | Lettország     | 39             | Ausztria       | 36             |
| 12.      | Dánia          | 35             | Horvátország   | 33             |
| 13.      | Moldova        | 19             | Dánia          | 20             |
| 14.      | Albánia        | 12             | Bulgária       | 18             |
| 15.      | Bulgária       | 11             | Lettország     | 16             |
| 16.      | Szlovénia      | 7              | Svájc          | 11             |
| 17.      | Ausztria       | 6              | Szlovénia      | 8              |

## Második elődöntő

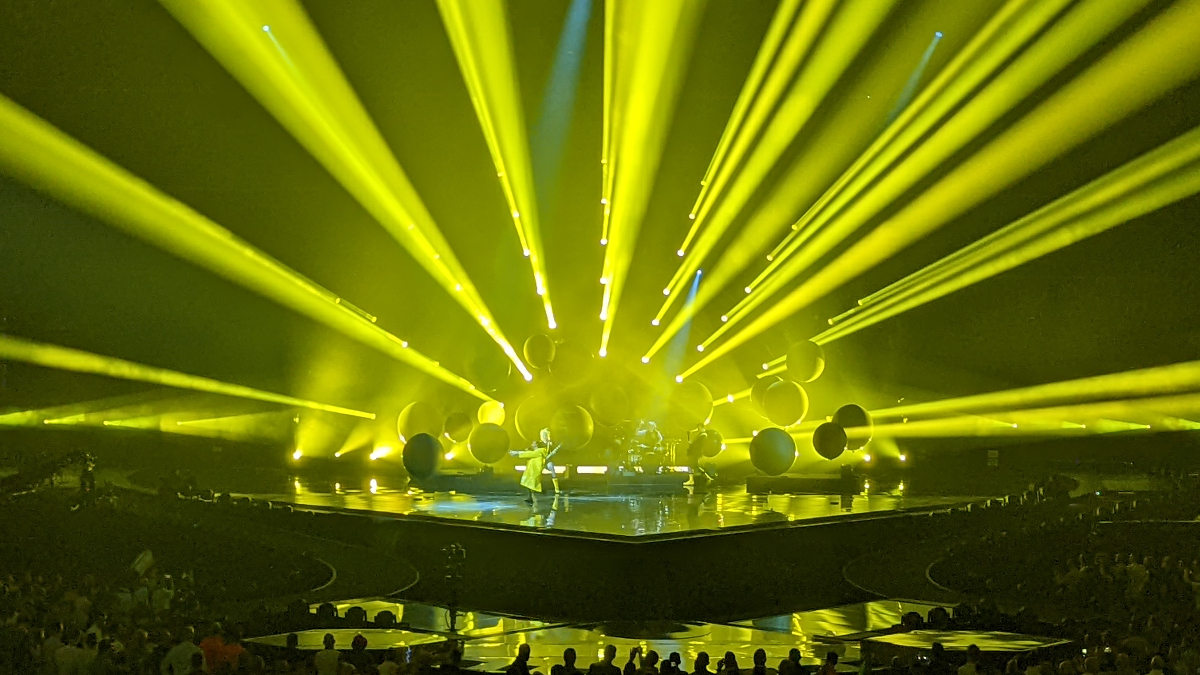
The Rasmus

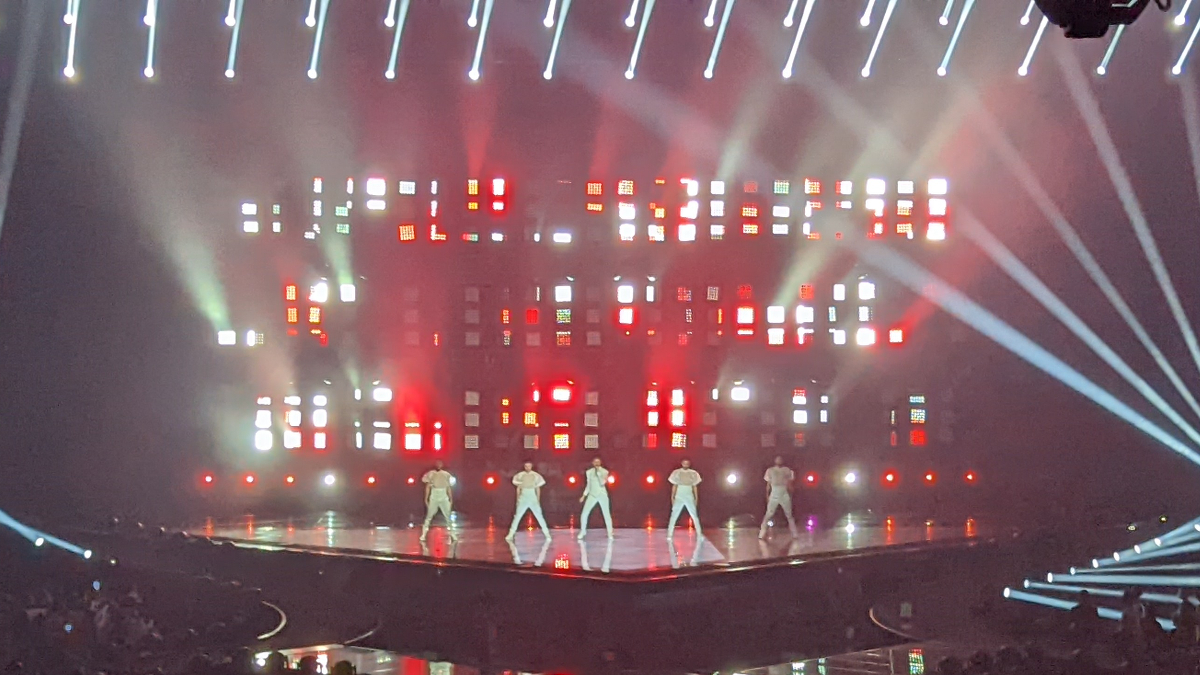
Michael Ben David

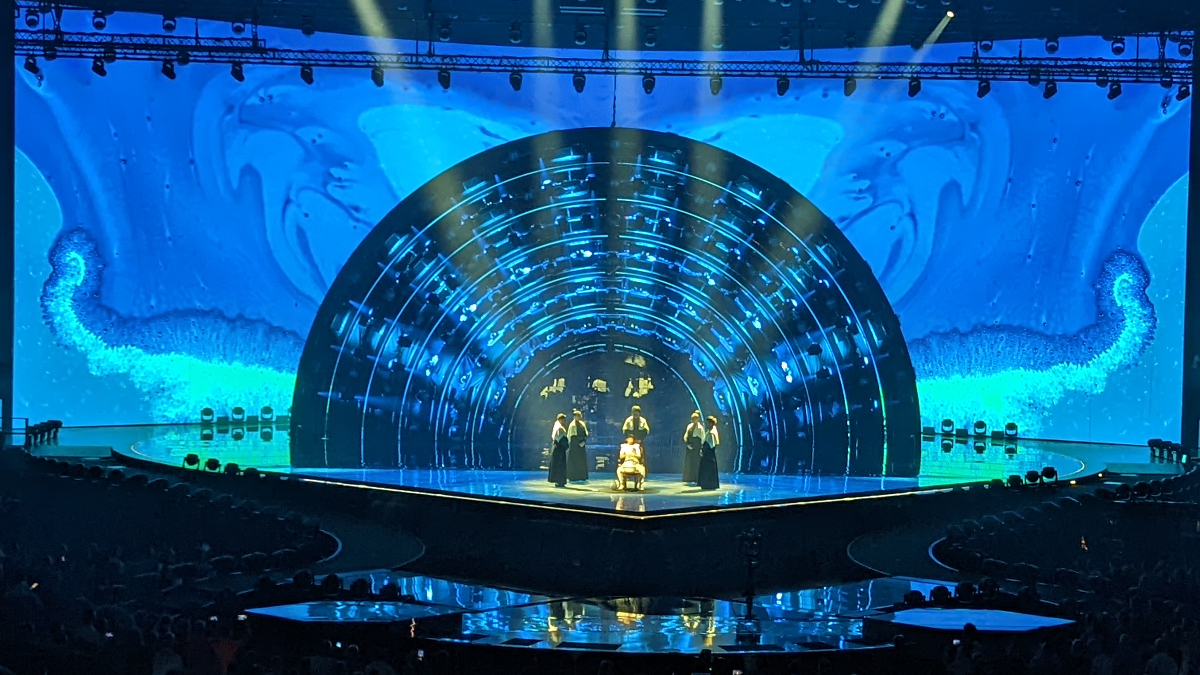
Konstrakta

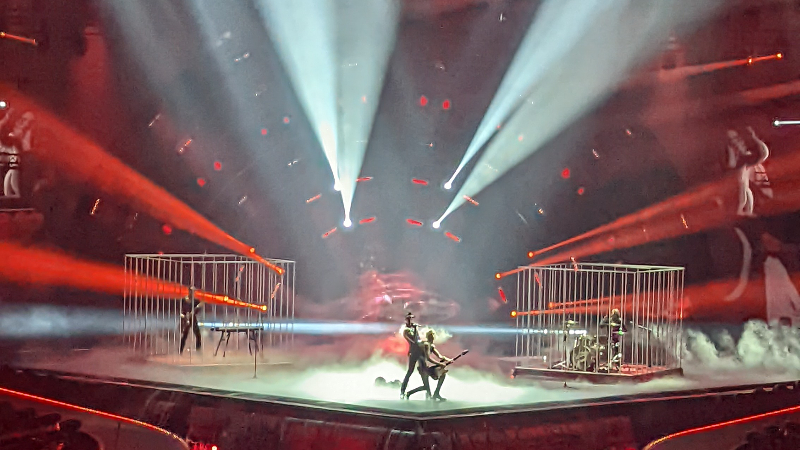
Achille Lauro

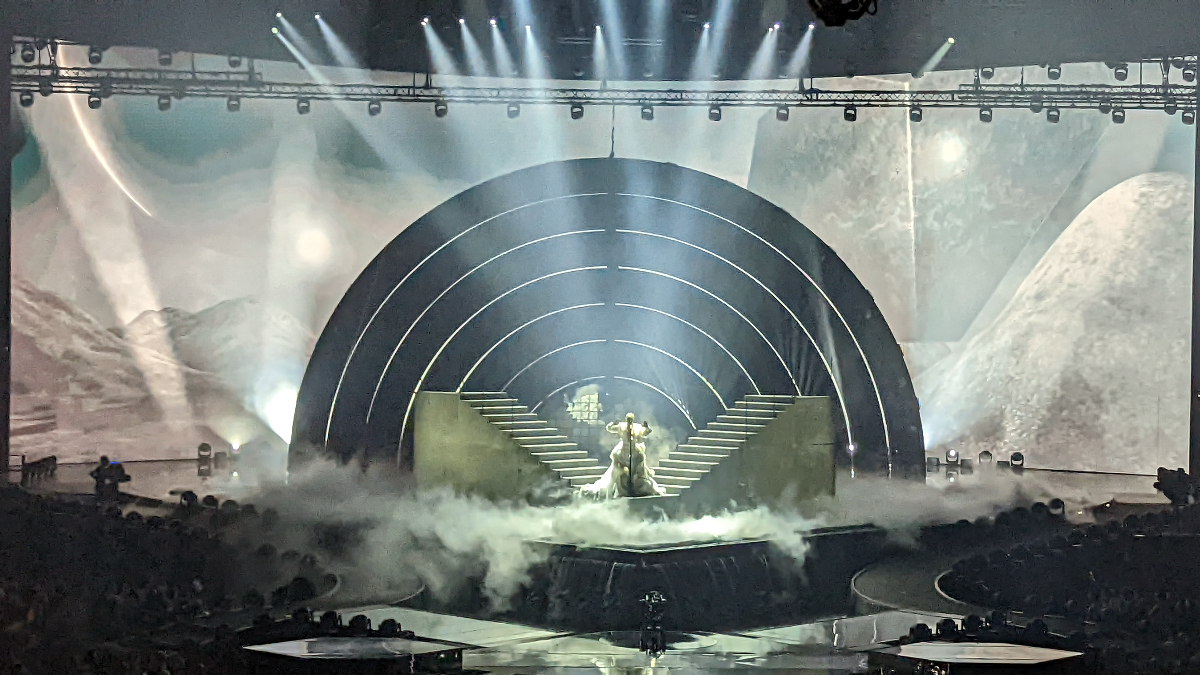
Sheldon Riley

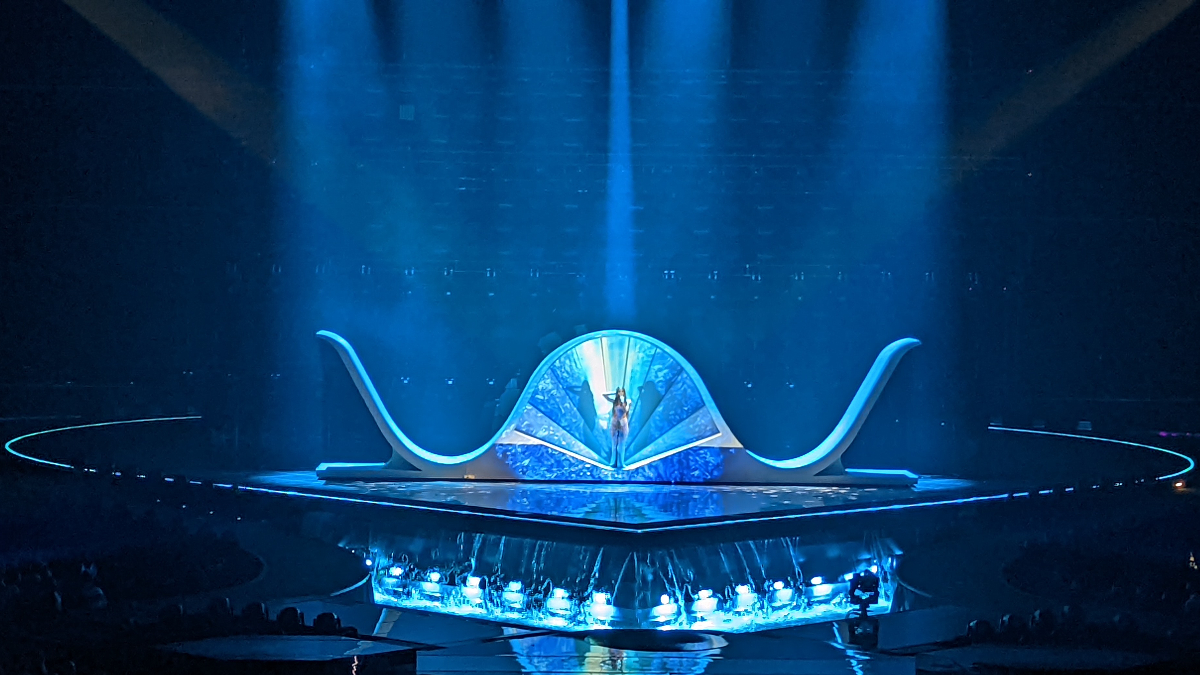
Andromache

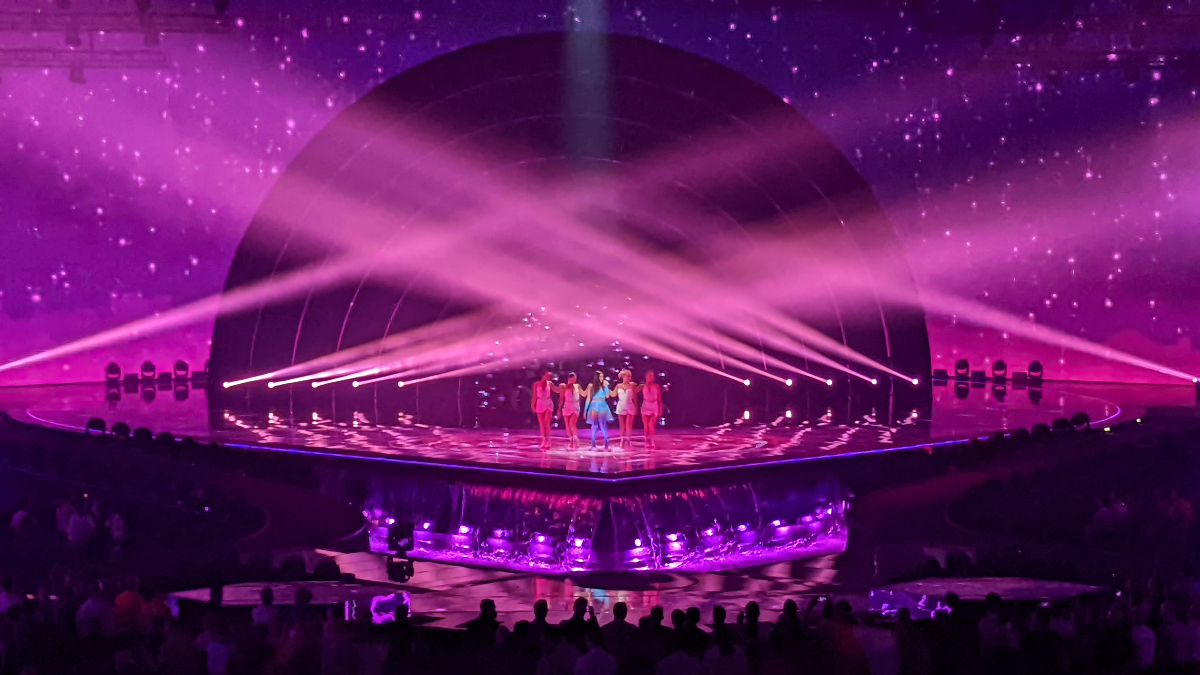
Brooke

A második elődöntőt május 12-én rendezték meg tizennyolc ország részvételével. Az egyes országok által kiosztott pontok telefonos szavazás, illetve szakmai zsűrik szavazatai alapján alakultak ki, mely alapján az első tíz helyezett jutott tovább a döntőbe. A részt vevő országokon kívül három automatikusan döntős ország – az  Egyesült Királyság,  Németország és  Spanyolország – is szavazott az első elődöntőben, valamint a május 11-én tartandó főpróbákon versenydalukat is előadták. A második elődöntő során fellépett a 2015-ös Eurovíziós Dalfesztivál olasz versenyzője, az Il Volo. A műsor folyamán a verseny egyik házigazdája, Alessandro Cattelan mutatta be az olasz nép mentalitását és sztereotípiáit Olasz módra című előadásában. 
| #  | Ország          | Előadó            | Dal             | Helyezés | Pontszám |
| -- | --------------- | ----------------- | --------------- | -------- | -------- |
| 01 | Finnország      | The Rasmus        | Jezebel         | 7.       | 162      |
| 02 | Izrael          | Michael Ben-David | I.M             | 13.      | 61       |
| 03 | Szerbia         | Konstrakta        | In corpore sano | 3.       | 237      |
| 04 | Azerbajdzsán    | Nadir Rustamli    | Fade to Black   | 10.      | 96       |
| 05 | Grúzia          | Circus Mircus     | Lock Me In      | 18.      | 22       |
| 06 | Málta           | Emma Muscat       | I Am What I Am  | 16.      | 47       |
| 07 | San Marino      | Achille Lauro     | Stripper        | 14.      | 50       |
| 08 | Ausztrália      | Sheldon Riley     | Not the Same    | 2.       | 243      |
| 09 | Ciprus          | Andromache        | Ela             | 12.      | 63       |
| 10 | Írország        | Brooke            | That’s Rich     | 15.      | 47       |
| 11 | Észak-Macedónia | Andrea            | Circles         | 11.      | 76       |
| 12 | Észtország      | Stefan            | Hope            | 5.       | 209      |
| 13 | Románia         | WRS               | Llámame         | 9.       | 118      |
| 14 | Lengyelország   | Ochman            | River           | 6.       | 198      |
| 15 | Montenegró      | Vladana           | Breathe         | 17.      | 33       |
| 16 | Belgium         | Jérémie Makiese   | Miss You        | 8.       | 151      |
| 17 | Svédország      | Cornelia Jakobs   | Hold Me Closer  | 1.       | 396      |
| 18 | Csehország      | We Are Domi       | Lights Off      | 4.       | 227      |

### Ponttáblázat

#### Zsűri szavazás
| Ország          | Össz. | Szavazók   | Szavazók | Szavazók | Szavazók     | Szavazók | Szavazók | Szavazók   | Szavazók   | Szavazók | Szavazók | Szavazók        | Szavazók   | Szavazók | Szavazók      | Szavazók   | Szavazók | Szavazók   | Szavazók   | Szavazók    | Szavazók      | Szavazók           |
| Ország          | Össz. | Finnország | Izrael   | Szerbia  | Azerbajdzsán | Grúzia   | Málta    | San Marino | Ausztrália | Ciprus   | Írország | Észak-Macedónia | Észtország | Románia  | Lengyelország | Montenegró | Belgium  | Svédország | Csehország | Németország | Spanyolország | Egyesült Királyság |
| --------------- | ----- | ---------- | -------- | -------- | ------------ | -------- | -------- | ---------- | ---------- | -------- | -------- | --------------- | ---------- | -------- | ------------- | ---------- | -------- | ---------- | ---------- | ----------- | ------------- | ------------------ |
| Finnország      | 63    |            | 5        | 5        | 4            | 3        | 3        | 3          |            | 2        |          | 4               | 8          | 4        | 4             | 4          | 5        | 4          | 2          | 1           | 2             |                    |
| Izrael          | 34    |            |          |          | 1            |          | 2        |            | 10         |          | 3        |                 |            | 1        | 1             |            | 7        | 3          |            | 2           | 3             | 1                  |
| Szerbia         | 63    | 8          | 1        |          | 3            | 2        |          | 2          | 4          | 5        | 7        | 12              |            |          |               | 7          | 2        |            |            |             | 5             | 5                  |
| Azerbajdzsán    | 96    | 7          |          | 8        |              | 4        | 4        | 4          | 3          | 6        |          | 1               | 6          | 3        | 3             | 5          | 3        | 5          | 4          | 10          | 12            | 8                  |
| Grúzia          | 13    |            |          |          |              |          | 1        |            | 1          |          |          |                 | 3          |          |               |            |          |            | 5          | 3           |               |                    |
| Málta           | 27    |            | 2        |          | 2            | 1        |          | 1          |            |          | 6        | 6               | 1          |          |               |            |          | 7          | 1          |             |               |                    |
| San Marino      | 21    | 5          |          |          |              |          |          |            |            |          |          |                 |            | 2        | 2             |            | 12       |            |            |             |               |                    |
| Ausztrália      | 169   | 10         | 10       | 2        | 10           | 10       | 10       | 10         |            | 10       | 5        | 5               | 10         | 10       | 10            | 10         | 8        | 12         | 8          | 6           | 10            | 3                  |
| Ciprus          | 9     | 3          |          |          |              |          |          |            |            |          | 4        |                 |            |          |               |            |          | 2          |            |             |               |                    |
| Írország        | 12    |            |          |          |              |          |          |            | 6          | 1        |          |                 | 4          |          |               |            | 1        |            |            |             |               |                    |
| Észak-Macedónia | 56    | 2          |          | 1        |              |          | 5        |            | 7          |          | 1        |                 |            | 5        | 5             | 1          |          |            | 10         | 12          |               | 7                  |
| Észtország      | 113   | 4          | 3        | 10       | 7            | 7        | 8        | 7          | 5          | 7        | 8        | 2               |            | 7        | 7             | 6          |          | 10         | 7          | 4           |               | 4                  |
| Románia         | 18    |            | 4        |          |              |          |          |            |            |          |          |                 | 2          |          |               |            |          |            |            | 8           | 4             |                    |
| Lengyelország   | 84    | 1          | 8        | 3        | 8            | 8        | 6        | 8          |            | 8        |          | 8               |            |          |               | 3          | 6        | 1          | 3          |             | 7             | 6                  |
| Montenegró      | 11    |            |          | 7        |              |          |          |            |            |          |          | 3               |            |          |               |            |          |            |            |             | 1             |                    |
| Belgium         | 105   |            | 7        | 6        | 5            | 5        |          | 5          | 8          | 3        | 2        | 10              | 5          | 6        | 6             | 8          |          | 8          | 6          | 5           | 8             | 2                  |
| Svédország      | 222   | 12         | 12       | 12       | 12           | 12       | 12       | 12         | 12         | 12       | 12       | 7               | 12         | 12       | 12            | 12         | 10       |            | 12         | 7           | 6             | 12                 |
| Csehország      | 102   | 6          | 6        | 4        | 6            | 6        | 7        | 6          | 2          | 4        | 10       |                 | 7          | 8        | 8             | 2          | 4        | 6          |            |             |               | 10                 |

#### Nézői szavazás
| Ország          | Össz. | Szavazók   | Szavazók | Szavazók | Szavazók     | Szavazók | Szavazók | Szavazók   | Szavazók   | Szavazók | Szavazók | Szavazók        | Szavazók   | Szavazók | Szavazók      | Szavazók   | Szavazók | Szavazók   | Szavazók   | Szavazók    | Szavazók      | Szavazók           |
| Ország          | Össz. | Finnország | Izrael   | Szerbia  | Azerbajdzsán | Grúzia   | Málta    | San Marino | Ausztrália | Ciprus   | Írország | Észak-Macedónia | Észtország | Románia  | Lengyelország | Montenegró | Belgium  | Svédország | Csehország | Németország | Spanyolország | Egyesült Királyság |
| --------------- | ----- | ---------- | -------- | -------- | ------------ | -------- | -------- | ---------- | ---------- | -------- | -------- | --------------- | ---------- | -------- | ------------- | ---------- | -------- | ---------- | ---------- | ----------- | ------------- | ------------------ |
| Finnország      | 99    |            |          | 1        | 5            | 6        | 6        | 3          | 2          | 2        | 1        | 8               | 12         | 4        | 6             |            | 4        | 12         | 10         | 7           | 6             | 4                  |
| Izrael          | 27    |            |          |          | 10           | 10       |          | 2          |            |          |          |                 |            |          |               |            |          |            | 3          | 2           |               |                    |
| Szerbia         | 174   | 8          | 8        |          |              | 12       | 12       | 12         | 12         | 12       | 4        | 12              | 4          | 10       | 7             | 12         | 6        | 10         | 12         | 10          | 5             | 6                  |
| Azerbajdzsán    | 0     |            |          |          |              |          |          |            |            |          |          |                 |            |          |               |            |          |            |            |             |               |                    |
| Grúzia          | 9     | 2          | 5        |          |              |          |          |            | 1          |          |          |                 | 1          |          |               |            |          |            |            |             |               |                    |
| Málta           | 20    |            |          | 2        | 3            |          |          |            |            | 1        | 3        | 3               | 3          |          |               | 1          | 2        | 2          |            |             |               |                    |
| San Marino      | 29    | 4          |          |          |              |          | 8        |            | 5          |          |          |                 |            | 2        | 4             |            |          |            |            |             | 3             | 3                  |
| Ausztrália      | 74    | 6          | 6        |          | 7            | 2        | 7        | 7          |            | 4        | 7        |                 | 5          | 3        | 2             | 3          | 3        | 4          | 5          | 3           |               |                    |
| Ciprus          | 54    |            |          | 10       | 12           | 1        | 1        | 4          |            |          |          | 5               |            | 7        | 3             | 8          |          | 1          |            |             | 1             | 1                  |
| Írország        | 35    |            | 3        |          |              |          | 3        |            | 8          |          |          |                 |            |          |               |            | 1        |            | 1          |             | 7             | 12                 |
| Észak-Macedónia | 20    |            |          | 8        |              |          |          |            |            |          |          |                 |            |          |               | 10         |          |            | 2          |             |               |                    |
| Észtország      | 96    | 12         | 4        | 4        |              | 7        |          |            | 3          | 3        | 6        | 1               |            | 8        | 10            | 7          | 7        | 8          | 8          | 4           | 2             | 2                  |
| Románia         | 100   | 3          | 2        | 6        | 6            | 5        | 5        | 8          | 4          | 10       | 5        |                 | 2          |          | 5             |            | 8        | 3          | 4          | 5           | 12            | 7                  |
| Lengyelország   | 114   | 5          | 7        |          | 1            | 3        | 4        | 5          | 6          | 8        | 12       | 2               | 6          | 1        |               | 2          | 12       | 7          | 7          | 12          | 4             | 10                 |
| Montenegró      | 22    |            |          | 12       |              |          |          |            |            |          |          | 10              |            |          |               |            |          |            |            |             |               |                    |
| Belgium         | 46    | 1          | 1        | 3        | 4            |          |          | 1          |            | 6        | 2        | 4               | 7          | 5        | 1             | 5          |          | 5          |            | 1           |               |                    |
| Svédország      | 174   | 10         | 12       | 5        | 8            | 8        | 10       | 10         | 10         | 7        | 10       | 7               | 10         | 12       | 12            | 6          | 10       |            | 6          | 8           | 8             | 5                  |
| Csehország      | 227   | 7          | 10       | 7        | 2            | 4        | 2        | 6          | 7          | 5        | 8        | 6               | 8          | 6        | 8             | 4          | 5        | 6          |            | 6           | 10            | 8                  |

### 12 pontos országok
| Darab | Jutalmazott ország | Szavazó ország |
| ----- | ------------------ | --- |
| 16    | Svédország         | Ausztrália, Azerbajdzsán, Ciprus, Csehország, Egyesült Királyság, Észtország, Finnország, Grúzia, Írország, Izrael, Lengyelország, Málta, Montenegró, Románia, San Marino, Szerbia |
| 1     | Ausztrália         | Svédország |
| 1     | Azerbajdzsán       | Spanyolország |
| 1     | Észak-Macedónia    | Németország |
| 1     | San Marino         | Belgium |
| 1     | Szerbia            | Észak-Macedónia |

| Darab | Jutalmazott ország | Szavazó ország                                                                         |
| ----- | ------------------ | -------------------------------------------------------------------------------------- |
| 8     | Szerbia            | Ausztrália, Ciprus, Csehország, Észak-Macedónia, Grúzia, Málta, Montenegró, San Marino |
| 3     | Lengyelország      | Belgium, Írország, Németország                                                         |
| 3     | Svédország         | Izrael, Lengyelország, Románia                                                         |
| 2     | Finnország         | Észtország, Svédország                                                                 |
| 1     | Ciprus             | Azerbajdzsán                                                                           |
| 1     | Észtország         | Finnország                                                                             |
| 1     | Írország           | Egyesült Királyság                                                                     |
| 1     | Montenegró         | Szerbia                                                                                |
| 1     | Románia            | Spanyolország                                                                          |

Megjegyzés: A félkövérrel szedett országok a maximum 24 pontot (12 pontot a zsűritől és a nézőktől is) adták az adott országnak.

### Zsűri és nézői szavazás külön
| Helyezés | Zsűri szavazás  | Zsűri szavazás | Nézői szavazás  | Nézői szavazás |
| Helyezés | Ország          | Pontszám       | Ország          | Pontszám       |
| -------- | --------------- | -------------- | --------------- | -------------- |
| 1.       | Svédország      | 222            | Svédország      | 174            |
| 2.       | Ausztrália      | 169            | Szerbia         | 174            |
| 3.       | Észtország      | 113            | Csehország      | 125            |
| 4.       | Belgium         | 105            | Lengyelország   | 114            |
| 5.       | Csehország      | 102            | Románia         | 100            |
| 6.       | Azerbajdzsán    | 96             | Finnország      | 99             |
| 7.       | Lengyelország   | 84             | Észtország      | 96             |
| 8.       | Finnország      | 63             | Ausztrália      | 74             |
| 9.       | Szerbia         | 63             | Ciprus          | 54             |
| 10.      | Észak-Macedónia | 56             | Belgium         | 46             |
| 11.      | Izrael          | 34             | Írország        | 35             |
| 12.      | Málta           | 27             | San Marino      | 29             |
| 13.      | San Marino      | 21             | Izrael          | 27             |
| 14.      | Románia         | 18             | Montenegró      | 22             |
| 15.      | Grúzia          | 13             | Málta           | 20             |
| 16.      | Írország        | 12             | Észak-Macedónia | 20             |
| 17.      | Montenegró      | 11             | Grúzia          | 9              |
| 18.      | Ciprus          | 9              | Azerbajdzsán    | 0              |

## Döntő

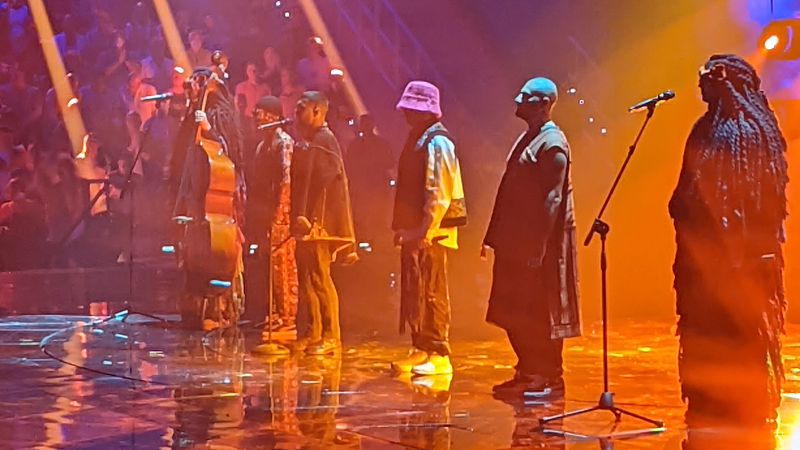
Kalush Orchestra

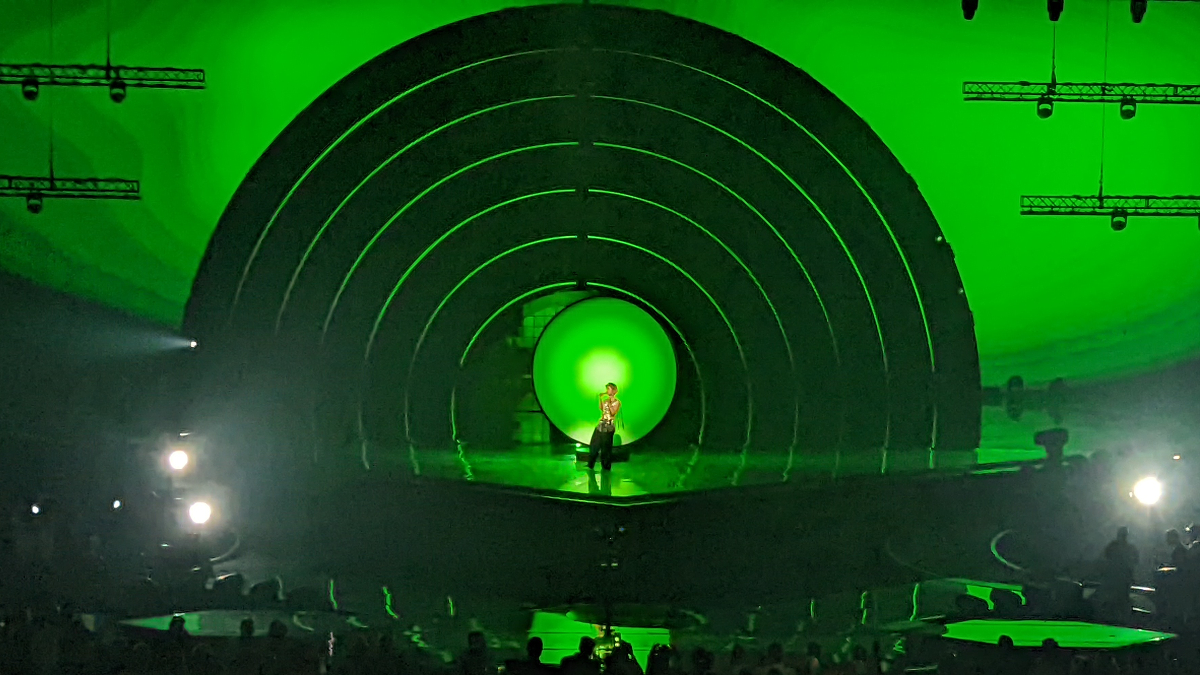
Cornelia Jakobs

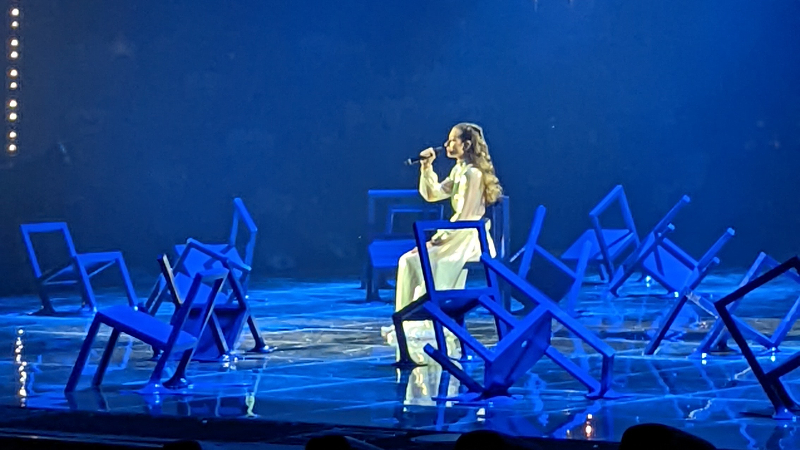
Amanda Georgiadi Tenfjord

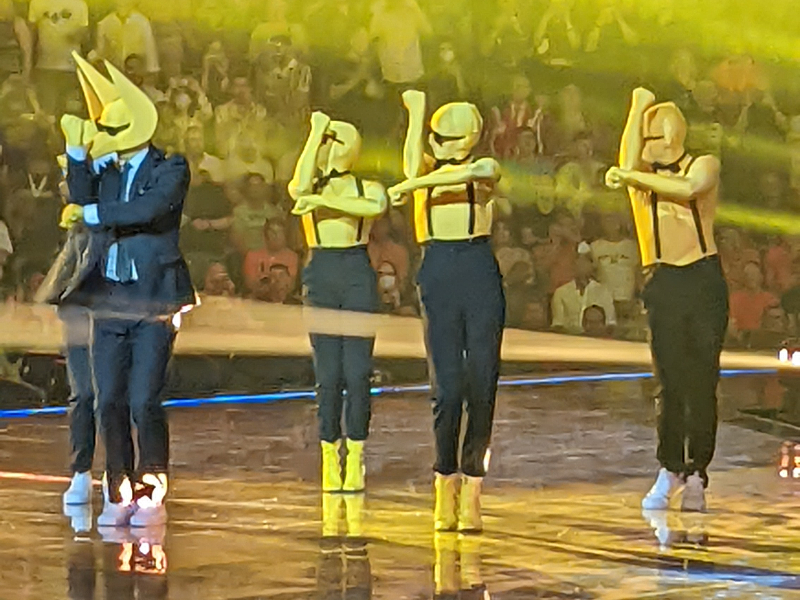
Subwoolfer

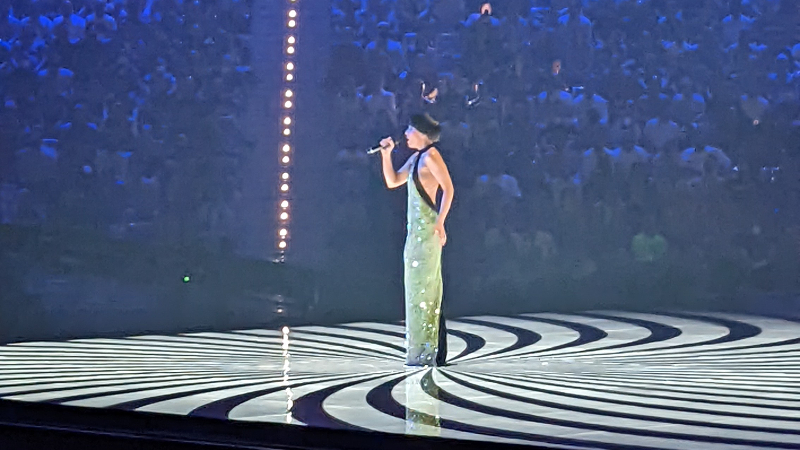
Monika Liu

A döntőt május 14-én rendezték meg huszonöt ország részvételével. A döntő a Piazza San Carlo-n kezdődött, mielőtt a döntősök felvonultak a színpadra. A nyitányhoz a Rockin' 1000 adta a zenei aláfestést. Laura Pausini és Mika, akik a műsor házigazdái voltak, egy egyvelegben bemutatták leghíresebb dalaikat, illetve Mika egy új dalát is előadta. Fellépett még a Måneskin együttes is, akik legújabb dalukat, a Supermodel-t adták elő, majd Gigliola Cinquetti az 1964-es Eurovíziós Dalfesztivál győztes dalával zárta a vendégfellépők sorát.
A mezőnyt a következő országok alkották:
- Az első elődöntő első tíz helyezettje
- A második elődöntő első tíz helyezettje
- Az automatikusan döntős „Öt Nagy” ország:  Egyesült Királyság,  Franciaország,  Németország,  Olaszország,  Spanyolország

| #  | Ország             | Előadó                          | Dal                     | Helyezés | Pontszám |
| -- | ------------------ | ------------------------------- | ----------------------- | -------- | -------- |
| 01 | Csehország         | We Are Domi                     | Lights Off              | 22.      | 38       |
| 02 | Románia            | WRS                             | Llámame                 | 18.      | 65       |
| 03 | Portugália         | Maro                            | Saudade, saudade        | 9.       | 207      |
| 04 | Finnország         | The Rasmus                      | Jezebel                 | 21.      | 38       |
| 05 | Svájc              | Marius Bear                     | Boys Do Cry             | 17.      | 78       |
| 06 | Franciaország      | Alvan & Ahez                    | Fulenn                  | 24.      | 17       |
| 07 | Norvégia           | Subwoolfer                      | Give That Wolf a Banana | 10.      | 182      |
| 08 | Örményország       | Rosa Linn                       | Snap                    | 20.      | 61       |
| 09 | Olaszország        | Mahmood & Blanco                | Brividi                 | 6.       | 268      |
| 10 | Spanyolország      | Chanel                          | SloMo                   | 3.       | 459      |
| 11 | Hollandia          | S10                             | De diepte               | 11.      | 171      |
| 12 | Ukrajna            | Kalush Orchestra                | Stefania                | 1.       | 631      |
| 13 | Németország        | Malik Harris                    | Rockstars               | 25.      | 6        |
| 14 | Litvánia           | Monika Liu                      | Sentimentai             | 14.      | 128      |
| 15 | Azerbajdzsán       | Nadir Rustamli                  | Fade to Black           | 16.      | 106      |
| 16 | Belgium            | Jérémie Makiese                 | Miss You                | 19.      | 64       |
| 17 | Görögország        | Amanda Georgiadi Tenfjord       | Die Together            | 8.       | 215      |
| 18 | Izland             | Systur                          | Með hækkandi sól        | 23.      | 20       |
| 19 | Moldova            | Zdob și Zdub & Advahov Brothers | Trenulețul              | 7.       | 253      |
| 20 | Svédország         | Cornelia Jakobs                 | Hold Me Closer          | 4.       | 438      |
| 21 | Ausztrália         | Sheldon Riley                   | Not the Same            | 15.      | 125      |
| 22 | Egyesült Királyság | Sam Ryder                       | Space Man               | 2.       | 466      |
| 23 | Lengyelország      | Ochman                          | River                   | 12.      | 151      |
| 24 | Szerbia            | Konstrakta                      | In corpore sano         | 5.       | 312      |
| 25 | Észtország         | Stefan                          | Hope                    | 13.      | 141      |

### Pontbejelentők
A pontbejelentők között ezúttal is több korábbi versenyző volt: a görög Stefania (2021), az észt Tanel Padar (Dave Bentonnal & 2XL-el közreműködve, 2001 győztes), a finn Aksel (2020), a holland Jeangu Macrooy (2020, 2021), az ír Linda Martin (1992 győztes, 1984), az izlandi Árný Fjóla Ásmundsdóttir (Daði og Gagnamagnið tagjaként, 2021), a lett Samanta Tīna (2021), a litván Vaidotas Valiukevičius (A The Roop tagjaként, 2021), a macedón Jana Burčeska (2017), a norvég TIX (2021), a portugál Pedro Tatanka (A The Black Mamba tagjaként, 2021) és az ukrán Kateryna Pavlenko (A Go_A tagjaként, 2021), Franciaország pontjait két év után ismét Élodie Gossuin, a 2021-es Junior Eurovíziós Dalfesztivál egyik műsorvezetője, míg Grúzia pontjait Helen Kalandadze, a 2017-es Junior Eurovíziós Dalfesztivál egyik műsorvezetője, Lengyelország pontjait pedig Ida Nowakowska, aki a 2019-es és 2020-as Junior Eurovíziós Dalfesztivál egyik műsorvezetője ismertette. Érdekesség, hogy az olasz pontbejelentő, Carolina Di Domenico, az elődöntőkbe való sorsolás, a sajtótájékoztatók és a megnyitó ünnepség egyik házigazdája volt.
Érdekesség, hogy az idei évben négy ország nem a megszokott helyről jelentkezett be. Az Egyesült Királyság eurovíziós bázisát a fővárosból Salfordba helyezték át, így onnan közölték a pontokat. Hollandia az előző dalfesztivál helyszínéről, Rotterdamból, Olaszország az idei verseny helyszínéről, Torinóból, míg Spanyolország a nemzeti válogatójuk helyszínéről, Benidormból közölte a pontokat.
| 1. Hollandia – Jeangu Macrooy 2. San Marino – Labiuse 3. Észak-Macedónia – Jana Burčeska 4. Málta – Aidan 5. Ukrajna – Kateryna Pavlenko 6. Albánia – Andri Xhahu 7. Észtország – Tanel Padar 8. Azerbajdzsán – Martin Österdahl 9. Portugália – Tatanka 10. Németország – Barbara Schöneberger 11. Belgium – David Jeanmotte 12. Norvégia – TIX 13. Izrael – Daniel Styopin 14. Lengyelország – Ida Nowakowska | 1. Görögország – Stefania 2. Moldova – Elena Băncilă 3. Bulgária – Janan Dural 4. Szerbia – Dragana Kosjerina 5. Izland – Árný Fjóla Ásmundsdóttir 6. Ciprus – Loukas Hamatsos 7. Lettország – Samanta Tīna 8. Spanyolország – Nieves Álvarez 9. Svájc – Julie Berthollet 10. Dánia – Tina Müller 11. Franciaország – Élodie Gossuin 12. Örményország – Garik Papoyan 13. Montenegró – Zombijana Bones | 1. Románia – Martin Österdahl 2. Írország – Linda Martin 3. Szlovénia – Lorella Flego 4. Grúzia – Martin Österdahl 5. Horvátország – Ivan Dorian Molnar 6. Litvánia – Vaidotas Valiukevičius 7. Ausztria – Philipp Hansa 8. Finnország – Aksel 9. Egyesült Királyság – AJ Odudu 10. Svédország – Dotter 11. Ausztrália – Courtney Act 12. Csehország – Taťána Kuchařová 13. Olaszország – Carolina Di Domenico |

Eredetileg Azerbajdzsánból Narmin Salmanova, Romániából Eda Marcus, míg Grúziából Helen Kalandadze jelentette volna be a zsűri pontjait. Helyettük a dalfesztivál vezetője, Martin Österdahl ismertette, hogy ki kapta ezekből az országokból a 12 pontot.

### Ponttáblázat

#### Zsűri szavazás
| Ország             | Össz. | Szavazók  | Szavazók   | Szavazók        | Szavazók | Szavazók | Szavazók | Szavazók   | Szavazók     | Szavazók   | Szavazók    | Szavazók | Szavazók | Szavazók | Szavazók      | Szavazók    | Szavazók | Szavazók | Szavazók | Szavazók | Szavazók | Szavazók   | Szavazók      | Szavazók | Szavazók | Szavazók      | Szavazók     | Szavazók   | Szavazók | Szavazók | Szavazók  | Szavazók | Szavazók     | Szavazók | Szavazók | Szavazók   | Szavazók           | Szavazók   | Szavazók   | Szavazók   | Szavazók    |
| Ország             | Össz. | Hollandia | San Marino | Észak-Macedónia | Málta    | Ukrajna  | Albánia  | Észtország | Azerbajdzsán | Portugália | Németország | Belgium  | Norvégia | Izrael   | Lengyelország | Görögország | Moldova  | Bulgária | Szerbia  | Izland   | Ciprus   | Lettország | Spanyolország | Svájc    | Dánia    | Franciaország | Örményország | Montenegró | Románia  | Írország | Szlovénia | Grúzia   | Horvátország | Litvánia | Ausztria | Finnország | Egyesült Királyság | Svédország | Ausztrália | Csehország | Olaszország |
| ------------------ | ----- | --------- | ---------- | --------------- | -------- | -------- | -------- | ---------- | ------------ | ---------- | ----------- | -------- | -------- | -------- | ------------- | ----------- | -------- | -------- | -------- | -------- | -------- | ---------- | ------------- | -------- | -------- | ------------- | ------------ | ---------- | -------- | -------- | --------- | -------- | ------------ | -------- | -------- | ---------- | ------------------ | ---------- | ---------- | ---------- | ----------- |
| Csehország         | 33    |           |            |                 | 3        | 1        |          |            |              |            |             | 2        |          | 2        |               | 2           |          |          | 3        | 2        |          |            |               |          |          | 2             |              |            |          | 7        |           |          |              |          |          |            |                    | 5          | 4          |            |             |
| Románia            | 12    |           |            |                 |          |          |          |            |              |            | 1           |          |          |          |               | 7           |          |          |          |          |          |            | 4             |          |          |               |              |            |          |          |           |          |              |          |          |            |                    |            |            |            |             |
| Portugália         | 171   | 8         |            |                 |          | 10       | 1        | 7          | 7            |            |             | 5        | 10       |          | 7             | 3           | 2        | 4        | 7        | 5        |          | 6          |               | 5        | 8        | 1             | 8            | 4          | 7        | 4        | 3         | 7        | 10           | 8        | 10       |            | 3                  |            | 6          | 5          |             |
| Finnország         | 38    |           |            |                 |          |          |          | 5          |              |            |             |          |          |          |               |             |          |          | 6        |          |          |            |               |          |          |               |              |            |          |          |           |          |              |          |          |            |                    |            |            |            | 1           |
| Svájc              | 78    | 10        | 1          | 1               |          | 6        |          |            |              | 2          | 2           |          | 1        |          | 5             |             | 7        | 7        |          |          |          | 3          | 1             |          | 2        |               |              |            | 5        |          | 5         |          | 1            | 7        | 1        |            | 2                  |            |            | 6          | 3           |
| Franciaország      | 9     |           |            |                 |          |          |          |            | 1            |            |             |          |          |          |               |             |          |          |          |          |          |            |               |          |          |               | 7            |            |          |          |           | 1        |              |          |          |            |                    |            |            |            |             |
| Norvégia           | 36    | 3         |            |                 |          |          |          |            |              |            | 3           |          |          |          |               |             |          | 2        |          | 8        |          | 5          |               | 1        |          |               |              |            |          |          |           |          |              |          | 5        | 4          |                    | 3          |            | 2          |             |
| Örményország       | 40    |           |            |                 |          | 2        | 4        |            |              | 1          |             |          | 4        |          |               |             |          | 5        |          |          |          |            |               |          |          | 7             |              |            |          |          |           |          |              |          | 6        | 1          |                    | 2          |            |            | 8           |
| Olaszország        | 158   |           | 3          | 7               | 7        |          | 12       | 10         | 10           |            |             | 8        |          | 8        | 4             | 1           |          | 1        |          | 6        | 1        |            | 10            | 2        |          |               | 10           | 10         | 4        | 6        | 12        | 10       | 4            | 4        | 3        | 2          |                    |            | 3          |            |             |
| Spanyolország      | 231   | 5         | 12         | 12              | 12       |          | 5        |            | 5            | 12         | 8           | 10       | 7        | 3        | 1             | 5           | 3        | 8        | 4        | 3        | 6        |            |               | 8        | 4        | 5             | 12           | 8          | 1        | 12       | 1         | 5        | 6            | 5        | 2        |            | 10                 | 12         | 12         | 7          |             |
| Hollandia          | 129   |           |            |                 |          | 8        | 6        | 1          | 4            | 7          | 4           |          | 5        | 1        | 3             | 4           |          |          |          | 4        |          | 4          |               | 10       | 10       | 4             | 4            | 3          | 3        |          | 7         | 4        | 2            | 6        | 8        | 5          |                    |            |            |            | 12          |
| Ukrajna            | 192   |           | 2          |                 |          |          | 7        |            | 6            | 8          | 10          | 6        | 3        | 7        | 12            |             | 12       |          |          | 10       | 7        | 12         |               | 3        | 5        | 10            | 6            | 6          | 12       | 3        | 8         | 6        | 8            | 12       |          |            |                    |            | 7          | 4          |             |
| Németország        | 0     |           |            |                 |          |          |          |            |              |            |             |          |          |          |               |             |          |          |          |          |          |            |               |          |          |               |              |            |          |          |           |          |              |          |          |            |                    |            |            |            |             |
| Litvánia           | 35    |           |            |                 |          |          |          | 2          |              | 5          |             |          | 2        |          |               |             |          |          | 2        | 1        |          | 1          |               |          | 3        |               |              | 2          |          |          | 10        |          | 7            |          |          |            |                    |            |            |            |             |
| Azerbajdzsán       | 103   |           | 7          | 4               | 2        | 5        | 3        | 3          |              |            | 6           | 3        |          |          |               | 12          | 1        | 3        | 12       |          | 10       |            | 12            |          |          |               |              | 1          |          |          |           |          |              |          |          | 3          | 7                  | 7          | 2          |            |             |
| Belgium            | 59    | 6         |            | 3               |          |          | 2        |            |              |            |             |          |          | 4        |               |             | 4        | 6        | 8        |          | 2        |            | 5             |          |          | 6             |              |            |          |          |           |          |              |          |          |            |                    | 1          | 5          |            | 7           |
| Görögország        | 158   | 12        | 10         |                 | 1        | 7        |          | 6          | 3            | 4          |             |          | 12       |          | 2             |             |          | 12       |          |          | 12       | 7          | 2             | 12       | 12       | 3             | 2            |            | 2        |          | 4         | 3        | 3            |          | 4        | 6          | 4                  |            |            | 3          | 10          |
| Izland             | 10    |           |            |                 |          |          |          |            |              | 6          |             |          |          |          |               |             |          |          |          |          |          |            |               |          | 1        |               |              |            |          | 1        |           |          |              | 2        |          |            |                    |            |            |            |             |
| Moldova            | 14    | 2         |            |                 |          |          |          |            |              |            |             |          |          |          |               | 6           |          |          |          |          |          |            |               |          |          |               | 1            |            |          |          |           |          |              |          |          |            |                    |            |            |            | 5           |
| Svédország         | 258   | 1         | 5          | 6               | 10       | 4        | 8        | 12         | 8            |            | 7           | 7        | 8        | 12       | 10            |             | 8        |          | 5        | 12       | 5        | 10         | 7             | 7        | 7        |               | 5            | 7          | 10       | 10       |           | 8        | 5            | 3        | 7        | 12         | 12                 |            | 10         | 10         |             |
| Ausztrália         | 123   | 7         | 6          | 5               | 6        | 3        |          | 8          |              |            | 5           | 1        |          | 5        | 6             | 8           | 6        |          |          |          | 8        | 2          | 8             | 4        |          |               |              |            | 6        | 2        |           |          |              |          |          | 8          | 6                  | 10         |            | 1          | 2           |
| Egyesült Királyság | 283   | 4         | 8          | 8               | 8        | 12       | 10       | 4          | 12           | 10         | 12          | 12       | 6        | 10       | 8             |             | 10       | 10       | 1        | 7        | 3        | 8          | 3             | 6        | 6        | 12            |              | 5          | 8        | 8        | 2         | 12       |              | 10       | 12       | 10         |                    | 8          |            | 12         | 6           |
| Lengyelország      | 46    |           | 4          | 2               | 4        |          |          |            | 2            |            |             |          |          | 6        |               | 10          |          |          |          |          |          |            |               |          |          | 8             |              |            |          |          |           | 2        |              |          |          |            | 8                  |            |            |            |             |
| Szerbia            | 87    |           |            | 10              |          |          |          |            |              | 3          |             | 4        |          |          |               |             |          |          |          |          | 4        |            | 6             |          |          |               |              | 12         |          | 5        | 6         |          | 12           | 1        |          | 7          | 1                  | 4          | 8          |            | 4           |
| Észtország         | 43    |           |            |                 | 5        |          |          |            |              |            |             |          |          |          |               |             | 5        |          | 10       |          |          |            |               |          |          |               | 3            |            |          |          |           |          |              |          |          |            | 5                  | 6          | 1          | 8          |             |

#### Nézői szavazás
| Ország             | Össz. | Szavazók  | Szavazók   | Szavazók        | Szavazók | Szavazók | Szavazók | Szavazók   | Szavazók     | Szavazók   | Szavazók    | Szavazók | Szavazók | Szavazók | Szavazók      | Szavazók    | Szavazók | Szavazók | Szavazók | Szavazók | Szavazók | Szavazók   | Szavazók      | Szavazók | Szavazók | Szavazók      | Szavazók     | Szavazók   | Szavazók | Szavazók | Szavazók  | Szavazók | Szavazók     | Szavazók | Szavazók | Szavazók   | Szavazók           | Szavazók   | Szavazók   | Szavazók   | Szavazók    |
| Ország             | Össz. | Hollandia | San Marino | Észak-Macedónia | Málta    | Ukrajna  | Albánia  | Észtország | Azerbajdzsán | Portugália | Németország | Belgium  | Norvégia | Izrael   | Lengyelország | Görögország | Moldova  | Bulgária | Szerbia  | Izland   | Ciprus   | Lettország | Spanyolország | Svájc    | Dánia    | Franciaország | Örményország | Montenegró | Románia  | Írország | Szlovénia | Grúzia   | Horvátország | Litvánia | Ausztria | Finnország | Egyesült Királyság | Svédország | Ausztrália | Csehország | Olaszország |
| ------------------ | ----- | --------- | ---------- | --------------- | -------- | -------- | -------- | ---------- | ------------ | ---------- | ----------- | -------- | -------- | -------- | ------------- | ----------- | -------- | -------- | -------- | -------- | -------- | ---------- | ------------- | -------- | -------- | ------------- | ------------ | ---------- | -------- | -------- | --------- | -------- | ------------ | -------- | -------- | ---------- | ------------------ | ---------- | ---------- | ---------- | ----------- |
| Csehország         | 5     |           |            | 5               |          |          |          |            |              |            |             |          |          |          |               |             |          |          |          |          |          |            |               |          |          |               |              |            |          |          |           |          |              |          |          |            |                    |            |            |            |             |
| Románia            | 53    |           | 1          |                 | 3        |          |          |            |              |            |             |          |          |          |               | 2           | 10       | 4        | 5        |          | 4        |            | 10            |          |          | 1             |              |            |          | 2        |           |          |              |          |          |            | 3                  |            |            |            | 8           |
| Portugália         | 36    |           |            |                 |          |          |          |            |              |            |             | 1        |          |          | 1             |             |          |          |          |          |          |            | 4             | 7        |          | 6             | 4            | 5          |          |          |           |          |              | 7        |          |            |                    |            |            |            | 1           |
| Finnország         | 26    |           |            |                 | 1        | 4        | 2        | 8          |              |            |             |          |          |          |               |             |          |          |          |          |          | 1          |               |          |          |               |              |            |          |          |           | 2        |              |          |          |            |                    | 7          |            | 1          |             |
| Svájc              | 0     |           |            |                 |          |          |          |            |              |            |             |          |          |          |               |             |          |          |          |          |          |            |               |          |          |               |              |            |          |          |           |          |              |          |          |            |                    |            |            |            |             |
| Franciaország      | 8     |           |            |                 |          |          |          |            |              |            |             |          |          |          |               | 1           | 2        |          | 2        |          |          |            |               |          |          |               |              |            | 1        |          |           |          | 1            |          |          | 1          |                    |            |            |            |             |
| Norvégia           | 146   | 5         | 2          | 2               | 4        | 2        |          | 4          | 7            | 2          | 1           |          |          | 4        | 4             | 6           | 6        | 1        | 8        | 10       |          | 5          | 3             |          | 8        |               |              | 2          | 2        | 4        | 3         |          | 5            | 2        | 5        | 6          | 6                  | 10         | 10         | 3          | 4           |
| Örményország       | 21    |           |            |                 |          |          |          |            |              |            |             |          |          |          |               |             |          | 5        |          |          | 1        |            |               |          |          | 5             |              |            |          |          |           | 10       |              |          |          |            |                    |            |            |            |             |
| Olaszország        | 110   |           | 5          | 6               | 10       |          | 8        |            | 5            | 3          | 3           | 4        |          | 3        |               | 7           |          | 2        | 4        |          | 5        |            |               |          |          |               |              |            |          |          |           |          |              |          |          |            |                    |            |            |            |             |
| Spanyolország      | 228   | 7         | 10         | 10              | 7        | 1        | 7        | 1          | 10           | 10         | 2           | 6        | 1        | 8        | 6             | 12          | 8        | 8        | 10       | 3        | 8        | 4          |               | 6        | 1        | 7             | 8            | 8          | 8        | 5        | 4         | 6        | 7            | 6        | 1        | 3          | 5                  | 2          | 6          | 6          |             |
| Hollandia          | 42    |           |            |                 |          | 3        | 6        | 3          |              | 4          | 4           | 10       |          | 2        |               |             |          |          |          | 5        |          |            |               |          |          |               |              |            |          |          | 1         |          |              | 1        |          |            |                    | 1          |            |            | 2           |
| Ukrajna            | 439   | 12        | 12         | 8               | 8        |          | 10       | 12         | 12           | 12         | 12          | 12       | 12       | 12       | 12            | 10          | 12       | 12       | 7        | 12       | 12       | 12         | 12            | 10       | 12       | 12            | 10           | 10         | 10       | 12       | 10        | 12       | 10           | 12       | 12       | 12         | 12                 | 12         | 12         | 12         | 12          |
| Németország        | 6     |           |            |                 |          |          |          | 2          |              |            |             |          |          |          |               |             |          |          |          |          |          |            |               | 2        |          |               |              |            |          |          |           |          |              |          | 2        |            |                    |            |            |            |             |
| Litvánia           | 93    |           |            | 1               |          | 10       |          | 7          |              | 1          |             |          | 10       |          | 2             |             | 4        |          | 3        | 2        | 2        | 10         |               |          | 7        |               | 2            |            |          | 8        | 2         | 5        | 3            |          |          | 2          | 7                  | 3          | 2          |            |             |
| Azerbajdzsán       | 3     |           |            |                 |          |          |          |            |              |            |             |          |          |          |               |             |          |          |          |          |          |            |               |          |          |               |              |            |          |          |           | 3        |              |          |          |            |                    |            |            |            |             |
| Belgium            | 5     | 4         |            |                 |          |          |          |            |              |            |             |          |          |          |               |             | 1        |          |          |          |          |            |               |          |          |               |              |            |          |          |           |          |              |          |          |            |                    |            |            |            |             |
| Görögország        | 57    |           | 7          |                 |          |          | 12       |            | 3            |            |             |          | 7        |          |               |             |          | 6        |          |          | 10       |            |               |          |          |               | 3            |            |          |          | 8         | 1        |              |          |          |            |                    |            |            |            |             |
| Izland             | 10    |           |            |                 |          | 8        |          |            |              |            |             |          |          |          |               |             |          |          |          |          |          |            |               |          | 2        |               |              |            |          |          |           |          |              |          |          |            |                    |            |            |            |             |
| Moldova            | 239   | 10        | 4          | 7               |          | 6        | 1        | 6          |              | 8          | 10          | 8        | 4        | 6        | 7             | 3           |          | 7        | 12       | 6        |          | 7          | 7             | 4        | 5        | 10            | 5            | 7          | 12       | 7        | 7         | 8        | 8            | 5        | 7        | 5          | 8                  |            | 4          | 8          | 10          |
| Svédország         | 180   | 2         | 3          | 4               | 5        |          |          | 10         | 4            | 7          | 5           | 5        | 8        | 5        | 10            | 4           | 5        |          | 1        | 8        |          | 6          | 6             | 3        | 10       |               | 7            | 1          | 6        | 3        | 5         |          | 4            | 10       | 6        | 8          | 4                  |            | 5          | 5          | 5           |
| Ausztrália         | 2     |           |            |                 |          |          |          |            | 2            |            |             |          |          |          |               |             |          |          |          |          |          |            |               |          |          |               |              |            |          |          |           |          |              |          |          |            |                    |            |            |            |             |
| Egyesült Királyság | 183   | 8         | 6          |                 | 12       | 7        | 4        | 5          | 8            | 6          | 6           | 3        | 6        | 10       | 3             | 5           | 3        | 3        |          | 7        | 6        | 3          | 8             | 5        | 6        | 2             | 1            |            | 3        | 6        |           | 4        |              | 4        | 8        | 4          |                    | 6          | 7          | 2          | 6           |
| Lengyelország      | 105   | 6         |            |                 | 2        | 12       |          |            | 1            |            | 8           | 7        | 5        | 1        |               |             |          |          |          | 4        | 3        |            | 1             | 1        | 4        | 4             |              | 4          |          | 10       |           |          |              |          | 4        |            | 10                 | 5          | 3          | 7          | 3           |
| Szerbia            | 225   | 3         | 8          | 12              | 6        |          | 3        |            | 6            | 5          | 7           | 2        | 3        | 7        | 5             | 8           |          | 10       |          | 1        | 7        | 2          | 2             | 12       |          | 8             | 6            | 12         | 7        | 1        | 12        | 7        | 12           |          | 10       | 7          | 1                  | 8          | 8          | 10         | 7           |
| Észtország         | 98    | 1         |            | 3               |          | 5        | 5        |            |              |            |             |          | 2        |          | 8             |             | 7        |          | 6        |          |          | 8          |               |          | 3        |               | 12           | 3          | 5        |          |           |          | 2            | 8        |          | 10         | 2                  | 4          |            | 4          |             |

### Zsűri és nézői szavazás külön
| Helyezés | Zsűri szavazás     | Zsűri szavazás | Nézői szavazás     | Nézői szavazás |
| Helyezés | Ország             | Pontszám       | Ország             | Pontszám       |
| -------- | ------------------ | -------------- | ------------------ | -------------- |
| 1.       | Egyesült Királyság | 283            | Ukrajna            | 439            |
| 2.       | Svédország         | 258            | Moldova            | 239            |
| 3.       | Spanyolország      | 231            | Spanyolország      | 228            |
| 4.       | Ukrajna            | 192            | Szerbia            | 225            |
| 5.       | Portugália         | 171            | Egyesült Királyság | 183            |
| 6.       | Görögország        | 158            | Svédország         | 180            |
| 7.       | Olaszország        | 158            | Norvégia           | 146            |
| 8.       | Hollandia          | 129            | Olaszország        | 110            |
| 9.       | Ausztrália         | 123            | Lengyelország      | 105            |
| 10.      | Azerbajdzsán       | 103            | Észtország         | 98             |
| 11.      | Szerbia            | 87             | Litvánia           | 93             |
| 12.      | Svájc              | 78             | Görögország        | 57             |
| 13.      | Belgium            | 59             | Románia            | 53             |
| 14.      | Lengyelország      | 46             | Hollandia          | 42             |
| 15.      | Észtország         | 43             | Portugália         | 36             |
| 16.      | Örményország       | 40             | Finnország         | 26             |
| 17.      | Norvégia           | 36             | Örményország       | 21             |
| 18.      | Litvánia           | 35             | Izland             | 10             |
| 19.      | Csehország         | 33             | Franciaország      | 8              |
| 20.      | Moldova            | 14             | Németország        | 6              |
| 21.      | Románia            | 12             | Belgium            | 5              |
| 22.      | Finnország         | 12             | Csehország         | 5              |
| 23.      | Izland             | 10             | Azerbajdzsán       | 3              |
| 24.      | Franciaország      | 9              | Ausztrália         | 2              |
| 25.      | Németország        | 0              | Svájc              | 0              |

## Nemzetközi közvetítések
Az elődöntőket és a döntőt az interneten élőben közvetítette kommentár nélkül a verseny hivatalos YouTube- és TikTok-csatornája is. Az élő közvetítés YouTube-on nem volt elérhető Csehországban, Görögországban és az Egyesült Államokban. Magyarországon az előző évhez hasonlóan egyetlen tévécsatorna sem közvetítette a műsort.
A dalfesztivál történelmében először lesz elérhető kommentár breton és számi nyelveken. Emellett először rögzítik és közvetítik 4K UHD minőségben a versenyt.
| Ország              | Kommentátor | Közvetítő                                                                                            | Közvetítő                                                                                            | Közvetítő                                                                                            |
| Ország              | Kommentátor | Első elődöntő                                                                                        | Második elődöntő                                                                                     | Döntő                                                                                                |
| Részt vevő országok | Részt vevő országok | Részt vevő országok                                                                                  | Részt vevő országok                                                                                  | Részt vevő országok                                                                                  |
| ------------------- | --- | --- | --- | --- |
| Albánia             | Andri Xhahu | RTSH 1, RTSH Muzikë, Radio Tirana                                                                    | RTSH 1, RTSH Muzikë, Radio Tirana                                                                    | RTSH 1, RTSH Muzikë, Radio Tirana                                                                    |
| Ausztrália          | Myf Warhurst és Joel Creasey | SBS                                                                                                  | SBS                                                                                                  | SBS                                                                                                  |
| Ausztria            | Andi Knoll | ORF 1                                                                                                | ORF 1                                                                                                | ORF 1                                                                                                |
| Azerbajdzsán        | Murad Arif | İTV                                                                                                  | İTV                                                                                                  | İTV                                                                                                  |
| Belgium             | Jean-Louis Lahaye és Maureen Louys (franciául) | La Une, RTBF Auvio, VivaCité                                                                         | La Une, RTBF Auvio, VivaCité                                                                         | La Une, RTBF Auvio, VivaCité                                                                         |
| Belgium             | Peter Van de Veire (hollandul) | één                                                                                                  | één                                                                                                  | één                                                                                                  |
| Bulgária            | Elena Rosberg és Petko Kralev | BNT 1, BNT 4                                                                                         | BNT 1, BNT 4                                                                                         | BNT 1, BNT 4                                                                                         |
| Ciprus              | Alexandros Taramountas és Melina Karageorgiou | RIK 1, RIK HD, RIK Sat                                                                               | RIK 1, RIK HD, RIK Sat                                                                               | RIK 1, RIK HD, RIK Sat                                                                               |
| Csehország          | Jan Maxián | ČT2                                                                                                  | ČT2                                                                                                  | ČT2                                                                                                  |
| Dánia               | Henrik Milling és Nicolai Molbech | DR1                                                                                                  | DR1                                                                                                  | DR1                                                                                                  |
| Egyesült Királyság  | Scott Mills és Rylan Clark (elődöntők), Graham Norton (döntő) | BBC Three                                                                                            | BBC Three                                                                                            | BBC One                                                                                              |
| Egyesült Királyság  | Ken Bruce | Nem volt közvetítés                                                                                  | Nem volt közvetítés                                                                                  | BBC Radio 2                                                                                          |
| Észak-Macedónia     | Eli Tanaskovska | MRT 1, MRT 2                                                                                         | MRT 1, MRT 2                                                                                         | MRT 1, MRT 2                                                                                         |
| Észtország          | Marko Reikop (észtül) | ETV                                                                                                  | ETV                                                                                                  | ETV                                                                                                  |
| Észtország          | Aleksandr Hobotov és Julia Kalenda (oroszul) | ETV+                                                                                                 | ETV+                                                                                                 | ETV+                                                                                                 |
| Finnország          | Mikko Silvennoinen (finnül) Eva Frantz és Johan Lindroos (svédül) Levan Tvaltvadze (oroszul) Heli Huovinen (inari számi nyelven) Aslak Paltto (északi számi nyelven) | Yle TV1, Yle Areena                                                                                  | Yle TV1, Yle Areena                                                                                  | Yle TV1, Yle Areena                                                                                  |
| Finnország          | Sanna Pirkkalainen és Toni Laaksonen (finnül) | Yle Radio Suomi                                                                                      | Yle Radio Suomi                                                                                      | Yle Radio Suomi                                                                                      |
| Finnország          | Eva Frantz és Johan Lindroos (svédül) | Yle X3M                                                                                              | Yle X3M                                                                                              | Yle X3M                                                                                              |
| Franciaország       | Laurence Boccolini (összes adás), Stéphane Bern (döntő) | Culturebox                                                                                           | Culturebox                                                                                           | France 2                                                                                             |
| Franciaország       | Goulwena an Henaff, Yann-Herle, Thelo Mell és Mael Gwenneg (breton nyelven)                                                                                          | Nem volt közvetítés                                                                                  | Nem volt közvetítés                                                                                  | France 3 Bretagne                                                                                    |
| Görögország         | Maria Kozakou és Giorgos Kapoutzidis | ERT1 Deftero Programma, Voice of Greece                                                              | ERT1 Deftero Programma, Voice of Greece                                                              | ERT1 Deftero Programma, Voice of Greece                                                              |
| Grúzia              | Nika Lobiladze | 1TV                                                                                                  | 1TV                                                                                                  | 1TV                                                                                                  |
| Hollandia           | Cornald Maas és Jan Smit | NPO 1, BVN                                                                                           | NPO 1, BVN                                                                                           | NPO 1, BVN                                                                                           |
| Hollandia           | Frank van 't Hof és Jeroen Kijk in de Vegte | NPO Radio 2                                                                                          | NPO Radio 2                                                                                          | NPO Radio 2                                                                                          |
| Horvátország        | Duško Ćurlić | HRT 1                                                                                                | HRT 1                                                                                                | HRT 1                                                                                                |
| Horvátország        | Zlatko Turkalj Turki | HR 2                                                                                                 | HR 2                                                                                                 | HR 2                                                                                                 |
| Írország            | Marty Whelan | RTÉ 2                                                                                                | RTÉ 2                                                                                                | RTÉ One                                                                                              |
| Írország            | Neil Doherty és Zbyszek Zalinski | RTÉ Radio 1                                                                                          | RTÉ Radio 1                                                                                          | RTÉ 2fm                                                                                              |
| Izland              | Gísli Marteinn Baldursson | RÚV 1                                                                                                | RÚV 1                                                                                                | RÚV 1                                                                                                |
| Izland              | Gísli Marteinn Baldursson | RÁS 2                                                                                                | Nem volt közvetítés                                                                                  | RÁS 2                                                                                                |
| Izland              | Jelnyelvi tolmácsolás | RÚV 2                                                                                                | RÚV 2                                                                                                | RÚV 2                                                                                                |
| Izrael              | Asaf Liberman és Akiva Novick | KAN 11                                                                                               | KAN 11                                                                                               | KAN 11                                                                                               |
| Lengyelország       | Aleksander Sikora és Marek Sierocki | TVP1, TVP Polonia                                                                                    | TVP1, TVP Polonia                                                                                    | TVP1, TVP Polonia                                                                                    |
| Lettország          | Toms Grēviņš és Lauris Reiniks | LTV1                                                                                                 | LTV1                                                                                                 | LTV1                                                                                                 |
| Litvánia            | Ramūnas Zilnys | LRT Televizija, LRT Radijas                                                                          | LRT Televizija, LRT Radijas                                                                          | LRT Televizija, LRT Radijas                                                                          |
| Málta               | Kommentár nélkül | TVM                                                                                                  | TVM                                                                                                  | TVM                                                                                                  |
| Moldova             | Daniela Crudu és Ion Jalbă | Moldova 1                                                                                            | Moldova 1                                                                                            | Moldova 1                                                                                            |
| Montenegró          | Dražen Bauković és Tijana Mišković | TVCG 1, TVCG SAT                                                                                     | TVCG 1, TVCG SAT                                                                                     | TVCG 1, TVCG SAT                                                                                     |
| Németország         | Peter Urban | One                                                                                                  | One                                                                                                  | Das Erste, One, Deutsche Welle                                                                       |
| Norvégia            | Marte Stokstad | NRK1                                                                                                 | NRK1                                                                                                 | NRK1                                                                                                 |
| Norvégia            | Jon Marius Hyttebakk és Marit Sofie Strand | Nem volt közvetítés                                                                                  | Nem volt közvetítés                                                                                  | NRK P1                                                                                               |
| Olaszország         | Gabriele Corsi, Cristiano Malgioglio és Carolina Di Domenico | Rai 1, Rai 4K                                                                                        | Rai 1, Rai 4K                                                                                        | Rai 1, Rai 4K                                                                                        |
| Olaszország         | Ema Stokholma és Gino Castaldo | Rai Radio 2                                                                                          | Rai Radio 2                                                                                          | Rai Radio 2                                                                                          |
| Olaszország         | The Jackal | RaiPlay                                                                                              | RaiPlay                                                                                              | RaiPlay                                                                                              |
| Örményország        | Garik Papoyan és Hrachuhi Arutyunovna | H1, Armradio                                                                                         | H1, Armradio                                                                                         | H1, Armradio                                                                                         |
| Portugália          | Nuno Galopim | RTP1, RTP África, RTP Internacional (első elődöntő és döntő élőben, második elődöntő késleltetéssel) | RTP1, RTP África, RTP Internacional (első elődöntő és döntő élőben, második elődöntő késleltetéssel) | RTP1, RTP África, RTP Internacional (első elődöntő és döntő élőben, második elődöntő késleltetéssel) |
| Románia             | Bogdan Stănescu (összes adás), Kyrie Mendél (második elődöntő és döntő)                                                                                              | TVR1, TVR Internaţional                                                                              | TVR1, TVR Internaţional                                                                              | TVR1, TVR Internaţional                                                                              |
| San Marino          | Lia Fiorio és Gigi Restivo | San Marino RTV                                                                                       | San Marino RTV                                                                                       | San Marino RTV                                                                                       |
| Spanyolország       | Tony Aguilar, Julia Varela és Víctor Escudero | La 1, TVE Internacional                                                                              | La 1, TVE Internacional                                                                              | La 1, TVE Internacional                                                                              |
| Spanyolország       | David Asensio, Imanol Durán és Sara Calvo | Nem volt közvetítés                                                                                  | Nem volt közvetítés                                                                                  | Radio Nacional                                                                                       |
| Svájc               | Sven Epiney (németül) | SRF zwei                                                                                             | SRF zwei SRF info                                                                                    | SRF 1                                                                                                |
| Svájc               | Jean-Marc Richard (összes adás), Nicolas Tanner (elődöntők), Gjon’s Tears (döntő) (franciául)                                                                        | RTS 2                                                                                                | RTS 2                                                                                                | RTS 1                                                                                                |
| Svájc               | Francesca Margiotta (első elődöntő és döntő), Boris Piffaretti (második elődöntő és döntő) Clarissa Tami (összes adás) (olaszul)                                     | RSI La 2                                                                                             | RSI La 2                                                                                             | RSI La 1                                                                                             |
| Svédország          | Edward af Sillén (összes adás), Linnea Henriksson (döntő) | SVT1                                                                                                 | SVT1                                                                                                 | SVT1                                                                                                 |
| Svédország          | Carolina Norén | SR P4                                                                                                | SR P4                                                                                                | SR P4                                                                                                |
| Szerbia             | Silvana Grujić (első elődöntő), Duška Vučinić-Lučić (második elődöntő és döntő)                                                                                      | RTS1, RTS Planeta, RTS Svet                                                                          | RTS1, RTS Planeta, RTS Svet                                                                          | RTS1, RTS Planeta, RTS Svet                                                                          |
| Szlovénia           | Andrej Hofer | TV Slovenija 1                                                                                       | TV Slovenija 1                                                                                       | TV Slovenija 1                                                                                       |
| Szlovénia           | Andrej Hofer | Radio Val 202 Radio Maribor                                                                          | Nem volt közvetítés                                                                                  | Radio Val 202 Radio Maribor                                                                          |
| Ukrajna             | Timur Miroshnychenko | Szuszpilne Kultura, Radio Promin                                                                     | Szuszpilne Kultura, Radio Promin                                                                     | Szuszpilne Kultura, Radio Promin                                                                     |
| További országok    | | | | |
| Egyesült Államok    | Johnny Weir | Peacock                                                                                              | Peacock                                                                                              | Peacock                                                                                              |
| Koszovó             | N/A | RTK1                                                                                                 | RTK1                                                                                                 | RTK1                                                                                                 |
| Szlovákia           | Daniel Baláž, Pavol Hubinák, Juraj Malíček (döntő) | Nem volt közvetítés                                                                                  | Nem volt közvetítés                                                                                  | Rádio FM                                                                                             |

## Incidensek

### Alina Pash visszalépése
Ukrajnát eredetileg a helyi nemzeti válogató, a Vidbir győztese, Alina Pash képviselte volna, azonban két nappal a győzelme után nyilvánosságra hozták, hogy 2015-ben engedély nélkül tartózkodott a Krím területén. Az énekesnő a Shadows of Forgotten Ancestors (magyarul: Elfeledett ősök árnyékai) című dallal nyerte meg a nemzeti döntőt. 2022. február 16-án Pash bejelentette Twitter-fiókján, hogy visszalép a dalfesztiválon való szerepléstől. Az ukrán nemzeti műsorszolgáltató, a UA:PBC még aznap bejelentette, hogy tárgyalásokat tartanak a nemzeti döntő második helyezettjével, hogy felajánlják nekik az ország képviselésének jogát. 2022. február 22-én bejelentették, hogy megállapodtak a Kalush Orchestrával, így ők fognak az ukrán színekben indulni az Eurovíziós Dalfesztiválon.

### Oroszország kizárása
A versenyre eredetileg nevező Oroszország az első elődöntő második felében vett volna részt, azonban 2022. február 25-én-én az EBU bejelentette, hogy az országot kizárják a versenyből, az Ukrajna orosz megszállása miatt. A kizárás pillanatáig az orosz közszolgálati televízió nem nevezte meg, hogy ki képviselte volna az országot az Eurovíziós Dalfesztiválon, azonban egy interjúban be lett jelentve, hogy az országot Slavia Simonova képviselte volna. 

### Az izraeli külügyminisztérium sztrájkja
Helyi sajtóértesülések szerint 2022-es Eurovíziós Dalfesztivál izraeli delegációja nem tud részt venni a versenyen az izraeli külügyminisztériumban jelenleg is zajló sztrájk miatt. Szervezetileg ide tartozik az az ügynökség is, ami a jelen körülmények miatt nem tudja biztosítani a korábbi évekhez hasonlóan az Eurovíziós Dalfesztiválra utazni kívánó delegáció biztonságát. A versenyt lebonyolító EBU még nem mondta ki hivatalosan, hogy Izrael nélkül rendeznék meg a dalfesztivált: közleményük szerint mindent megtesznek azért, hogy az ország a versenyben maradhasson. Mivel érvényben van az a szabály, amit a Covid19-pandémia miatt hoztak, így a helyi tévéstúdióban előre elkészített és élőben felvett produkciót is be kell küldeni a verseny szervezőinek arra az esetre, ha az utazási nehézségek miatt nem tudna a versenyző és a delegáció elutazni Torinóba. A sztrájkhelyzetet később rendezték, ezért az izraeli delegáció kiutazhat a dalfesztiválra.

### Problémák az első próbákon
A 2022. április 30-án kezdődő első próbák alatt a Napot szimbolizáló, a színpad középpontjában álló forgó félkör alakú építmény elromlott, ezért nem tudott rendesen működni, ami miatt az országok nem használhatták ezt a produkcióikban. A „Nap” egyik oldalán lámpák, másikon LED-képernyők vannak kialakítva, jelenlegi pozíciójában a fények a közönség felé néznek. Ennek eredményeként számos ország, akik a LED-képernyőket használták volna, az utolsó pillanatban kellett módosítaniuk a színpadképen. Az EBU május 3-án közleményt adott ki a színpaddal kapcsolatos problémákról, amelyben kijelentették, hogy a technikai tesztek során a produkciós csapat kihívásokkal szembesült a „Nap” különböző helyzetbe állításánál, így arra a döntésre jutottak, hogy mind a 40 dal alatt ugyanabban a pozícióban marad, így biztosítva a tisztességes versenyt minden résztvevő ország számára.

### Andrea Koevszka megjelenése a megnyitó ünnepségen
Az észak-macedón műsorszolgáltató (MRT) a megnyitó ünnepség után nem sokkal kiadott egy közleményt amely azt tartalmazta, hogy az észak-macedón versenyzőt, Andrea Koevszkát botrányos viselkedése miatt visszaléptetnék a versenytől, mivel a dalfesztivál megnyitó ünnepségén Észak-Macedónia zászlaját (nem szándékosan) elhajította. Az MRT hozzátette, a botrányos magatartás mögött semmiképpen sem a közszolgálati televízió áll. Az énekesnőt felszólították, hogy kérjen bocsánatot az ügyben, aki ezt meg is tette még aznap este.

## Egyéb díjak
2022-től kezdve nem adják át a Barbara Dex-díjat.

### Marcel Bezençon-díj
A Marcel Bezençon-díjjal, melyet először a 2002-es Eurovíziós Dalfesztiválon adták át Észtország fővárosában, Tallinnban, a legjobb döntős dalokat és előadókat díjazzák. A díjat Christer Björkman (Svédország versenyzője az 1992-es Eurovíziós Dalfesztiválon és az ország volt delegációvezetője) és Richard Herrey (az 1984-es verseny győztese a Herreys tagjaként) alapították és a verseny alapítójáról nevezték el. Három kategóriában osztják ki az elismerést: a legjobb előadónak járó Művészeti díj (a részt vevő országok kommentátorjainak döntése alapján), a legeredetibb dal szerzőjét elismerő Zeneszerzői díj (az adott évben döntős dalok szerzőinek zsűrije ítéli oda) és a legjobb dalnak járó Sajtódíj (az akkreditált újságírók szavazatai alapján). A győzteseket nem sokkal a döntő előtt hirdették ki.
| Kategória       | Ország             | Előadó          | Dal             | Szerző                                   |
| --------------- | ------------------ | --------------- | --------------- | ---------------------------------------- |
| Művészeti díj   | Szerbia            | Konstrakta      | In corpore sano | Ana Đurić, Milovan Bošković              |
| Zeneszerzői díj | Svédország         | Cornelia Jakobs | Hold Me Closer  | Cornelia Jakobs, David Zandén, Isa Molin |
| Sajtódíj        | Egyesült Királyság | Sam Ryder       | Space Man       | Amy Wadge, Max Wolfgang, Sam Ryder       |

### OGAE-szavazás
Az OGAE (franciául: Organisation Générale des Amateurs de l'Eurovision, magyarul: Az Eurovízió rajongóinak Általános Szervezete) egy internacionális szervezet, melyet 1984-ben Jari-Pekka Koikkalainen alapított Savonlinnában, Finnországban. A szervezet 2018-ban negyvenkét eurovíziós rajongói klubbal állt összeköttetésben Európa-szerte és azon túl, melyek nem kormányzati, nem politizáló és nem gazdasági szervezetek. 2007 óta minden évben szerveznek a verseny előtt egy szavazást, ahol a ugyanazt a szavazási módszert alkalmazzák, mint az Eurovíziós Dalfesztiválokon (mindegyik ország a 10 kedvenc dalára szavaz, melyek 1–7, 8, 10, és 12 pontot kapnak).
| Helyezés | Ország             | Előadó           | Dal            | Pontszám |
| -------- | ------------------ | ---------------- | -------------- | -------- |
| 1.       | Svédország         | Cornelia Jakobs  | Hold Me Closer | 393      |
| 2.       | Olaszország        | Mahmood & Blanco | Brividi        | 387      |
| 3.       | Spanyolország      | Chanel           | SloMo          | 294      |
| 4.       | Hollandia          | S10              | De diepte      | 218      |
| 5.       | Egyesült Királyság | Sam Ryder        | Space Man      | 204      |

## Térkép

A döntő résztvevői
Az elődöntőben kiesett országok
Országok, melyek korábban részt vettek, de ebben az évben nem

## Lásd még
- 2022-es Junior Eurovíziós Dalfesztivál
- 2022-es Fiatal Zenészek Eurovíziója